# Chân Hoàn truyện
Chân Hoàn truyện (phồn thể: 甄嬛傳; giản thể: 甄嬛传, tiếng Anh: Empresses in the Palace), thường được gọi luôn theo tên tiểu thuyết gốc thành Hậu cung Chân Hoàn truyện (後宮甄嬛传), là một bộ phim truyền hình cổ trang Trung Quốc.
Đây là bộ phim cung đấu ăn khách nhất trên màn ảnh Đại lục năm 2012 và được đánh giá là tác phẩm cổ trang kinh điển của Trung Quốc trong nhiều năm trở lại đây. Bộ phim tạo nên cơn sốt tương tự như Tây du ký (1986) hay Hoàn Châu cách cách (1997). Chân Hoàn truyện có mặt trong danh sách những bộ phim được khán giả đón xem lại hằng năm.

## Xuất xứ
Phim được chuyển thể từ tiểu thuyết ngôn tình tên Hậu cung Chân Huyên truyện của nhà văn trẻ Lưu Liễm Tử. Về tên gọi, hiện có bản dịch là "Hậu cung Chân Huyên truyện", vì chữ 嬛 có ba âm Hán-Việt là [Huyên], [Hoàn] và [Quỳnh]. Bộ phim mua bản quyền tiểu thuyết khi tác giả mới chỉ hoàn thành một phần ba tác phẩm, lên kế hoạch sản xuất và công chiếu lần đầu vào cuối năm 2011. Đây cũng là lần đầu tiên đạo diễn Trịnh Hiểu Long - đạo diễn của phim - thử sức với dòng phim cổ trang.
Tuy là dùng cốt truyện của tiểu thuyết, song thực tế nội dung tiểu thuyết hoàn toàn khác với phim. Thể loại của tiểu thuyết được gọi là giá không tiểu thuyết (架空小说), theo tiếng Anh gọi là Alternate History, đặt bối cảnh hư cấu tại một quốc gia Đại Chu (大周), hoàn toàn không có trong lịch sử Trung Quốc. Cũng vì lý do này, rất nhiều câu thoại và bối cảnh của bộ phim không phù hợp lịch sử, các phi tần cũng như các con cái của Ung Chính không có thật trong lịch sử, vì tuy là lấy triều đại cụ thể có thật là nhà Thanh nhưng vẫn tuân theo nội dung tiểu thuyết, mà nội dung tiểu thuyết lại đặt trong bối cảnh triều đại hư cấu tưởng tượng.

## Nội dung phim
Bộ phim "Chân Hoàn truyện" được đặt vào triều đại nhà Thanh thời kỳ Ung Chính, kể về cô gái người Hán tên gọi Chân Hoàn, là con gái của Đại lý tự Thiếu khanh Chân Viễn Đạo. Trong kì Tuyển tú đầu tiên sau khi lên ngôi của Ung Chính Đế, dù đã cố tình ăn mặc và trang điểm đơn giản nhưng Chân Hoàn vẫn lọt vào mắt xanh của Thiên tử vì có dung mạo đến năm phần giống Hoàng hậu quá cố của ông là Thuần Nguyên Hoàng hậu.
Cùng trúng tuyển đợt Tuyển tú này còn có người chị thân thiết với cô là Thẩm Mi Trang, sau khi bất bình ra tay trượng nghĩa thì cô lại kết nghĩa chị em với một Tú nữ xuất thân không cao là An Lăng Dung. Cả ba đều được chọn làm phi tần mới vào hậu cung, riêng Chân Hoàn còn được phong hiệu là 「Hoàn; 莞」, là người duy nhất trong các phi tần mới tuyển có được phong hiệu. Được sự chỉ dẫn tận tình của các Trưởng sự cô cô, ba người hiểu được những phe cánh trong hậu cung với một bên là Hoa phi Niên Thế Lan trẻ đẹp đắc sủng, gia thế hơn người, kiêu căng ngạo mạn và Hoàng hậu Ô Lạp Na Lạp Nghi Tu lúc nào cũng tỏ ra đức độ hiền từ. Ban đầu, Chân Hoàn luôn muốn đứng ngoài cuộc tranh chấp giữa các phi tần, nhưng khi cô được Hoàng đế sủng hạnh cũng là lúc cô không thể không bước chân vào cuộc chiến, từng bước học cách tính kế để bảo vệ mạng sống của bản thân và gia tộc. Thế nhưng tưởng như mình đã hoàn toàn chiến thắng sau khi đánh bại Niên Thế Lan, Chân Hoàn đau đớn đối diện sự thật rằng Hoàng đế từ tước đến nay vẫn chỉ xem cô là một thế thân của Thuần Nguyên Hoàng hậu, đồng thời cũng nhận ra vị Hoàng hậu mà cô luôn nghĩ là đồng minh của mình hóa ra lại là bậc thầy ném đá giấu tay. Tuyệt vọng vì cảm thấy bị sỉ nhục, sau khi hạ sinh con gái của mình với Hoàng đế, Chân Hoàn xuất gia làm Ni cô, và cũng trong đoạn thời gian này mà cô kết duyên được với Quả Quận vương Doãn Lễ - em trai thứ 17 của Hoàng đế. Mối tình của cả hai nhanh chóng kết thành cái thai song sinh trong bụng Chân Hoàn, nhưng giữa lúc đó cô nghe tin Doãn Lễ chết.
Không tin đấy là tai nạn, ngay sau đó biết gia đình của mình cũng bị ám hại, Chân Hoàn hạ quyết tâm lợi dụng chuyến thăm viếng của Hoàng đế mà hồi cung. Lần này Chân Hoàn được sửa họ thành Nữu Hỗ Lộc Thị, được đổi thành phong hiệu là 「Hi; 熹」, vị hiệu Phi, bước vào một hành trình mới phục thù.

## Quá trình
Năm 2010, phim được mua bản quyền chiếu bởi kênh Bắc Kinh điện thị Nghệ thuật trung tâm (北京电视艺术中心). Cùng năm, ngày 18 tháng 9, phim tiến hành công đoạn quay phim. Đạo diễn Trịnh Hiểu Long của phim, qua Chân Hoàn truyện, là tác phẩm phim cổ trang đầu tiên trong sự nghiệp.
Thông qua Chân Hoàn truyện, Trịnh Hiểu Long muốn xây dựng phong cách chủ nghĩa hiện thực, do đó thay vì làm về triều đại hư cấu Đại Chu trong tiểu thuyết nguyên tác, ông quyết định đưa về đời nhà Thanh, và dựa vào những đặc điểm trong nguyên tác, triều đại của Ung Chính Đế được chấp nhận. Vì lý do này, Trịnh Hiểu Long bắt đầu nghiên cứu văn hóa triều Thanh, năm lần bảy lượt tham quan Cố Cung Bắc Kinh. Vì nguyên tác xây dựng tình tiết lãng mạn ngôn tình tương đối nhiều, Trịnh Hiểu Long quyết định đơn giản hóa nó, nhấn mạnh sự tàn nhẫn của Đế vương, chủ yếu muốn thông qua Chân Hoàn truyện để truyền thông điệp mang tính chất phê phán sự khắc nghiệt của chế độ quân chủ khi xưa.
Ngày 30 tháng 1 năm 2011, Chân Hoàn truyện chính thức đóng máy trong cảnh quay trên di chỉ mặt băng ở Viên Minh Viên. Sau khi tiến hành xử lý số tập thô, từ 90 tập, Trịnh Hiểu Long quyết định giảm xuống còn 76 tập. Tháng 11 cùng năm, bộ phim Chân Hoàn truyện chính thức bắt đầu quá trình phát sóng. Sang ngày 26 tháng 3 năm 2012, bắt đầu trình chiếu ở các kênh của Thiên Tân, Giang Tây, Thượng Hải cùng An Huy. Theo ghi nhận lại, số lượng xem ở CTS là dẫn đầu, trung bình một tập có rating 2.97, khi kết thúc cũng đạt 3.34.

## Các nhân vật chính trong phim

### Tuyến nhân vật chính
| Diễn viên              | Nhân vật lịch sử          | Nhân vật                                | Nơi ở | Giới thiệu | Nguyên tác nhân vật                                              |
| Tôn Lệ 孫儷            | Sùng Khánh Hoàng thái hậu | Nữu Hỗ Lộc Chân Hoàn (鈕祜祿•甄嬛)      | Túy Ngọc hiên (碎玉軒) Cam Lộ tự (甘露寺) Lăng Vân phong (凌雲峰) Vĩnh Thọ cung (永壽宮) Thọ Khang cung (壽康宮) | Hoàn Thường tại (莞常在) → Hoàn Quý nhân (莞貴人) → Hoàn tần (莞嬪) → Hoàn phi (莞妃; chưa thành lễ sách phong) → Hoàn tần (莞嬪) → Mạc Sầu (莫愁) → Hi phi (熹妃) → Hi Quý phi (熹貴妃) → Thánh mẫu Hoàng thái hậu (聖母皇太后) Vốn có xuất thân từ Hán Quân Hạ ngũ kỳ, con gái của Đại Lý tự Thiếu khanh Chân Viễn Đạo (甄遠道). Vì dung mạo có vài phần giống Thuần Nguyên Hoàng hậu nên được Ung Chính Đế để mắt đến trong buổi Bát Kỳ tuyển tú, nhập cung nhờ vào trí thông minh nên dần trở thành phi tử được sủng ái nhất của Ung Chính, nàng cũng toàn tâm toàn ý yêu Ung Chính. Phong hiệu ban đầu là 「Hoàn; 莞」. Do Hoàng hậu bố trí ở Thừa Càn cung rất gần Dưỡng Tâm điện của Hoàng đế, nên Hoa phi ngứa mắt bắt chuyển về Túy Ngọc hiên. Cùng Hoa phi Niên Thế Lan tranh đấu ân sủng. Khi Niên Thế Lan bị phế và đày vào Lãnh cung, Chân Hoàn đến cho Niên thị biết rõ chân tướng mối nghi kị của Ung Chính đối với Niên thị gia tộc, khiến Niên Thế Lan phẫn uất mà tự sát. Về sau khi chuẩn bị phong Phi, Chân Hoàn bị Hoàng hậu hãm hại, cho mặc chiếc áo cũ của Thuần Nguyên Hoàng hậu. Cũng vì đây, Chân Hoàn phát hiện Ung Chính Đế sủng ái mình chỉ vì giống Thuần Nguyên Hoàng hậu. Trong thời gian đó, Chân Viễn Đạo bị đồng liêu là Qua Nhĩ Giai Ngạc Mẫn hãm hại, buộc tội và giam cầm trong ngục, An Lăng Dung phối hợp mưu hại thả chuột dịch vào nhà lao khiến Chân Viễn Đạo mắc bệnh nguy kịch. Sau khi sinh Lung Nguyệt Công chúa, Chân Hoàn xin xuất gia tu hành tại Cam Lộ tự. Tại Cam Lộ tự, bị bức ép mà Chân Hoàn chuyển đến Lăng Vân phong, tại đây nàng cùng Quả Quận vương Doãn Lễ nảy sinh tình cảm, cả hai quyết định kết bái phu thê. Nhưng duyên cố xảy ra, Chân Hoàn trở về hậu cung cùng Ung Chính, nói dối đứa con đang mang thai là con của Ung Chính, nhưng thực chất là con của Doãn Lễ. Vì để Chân Hoàn thuận lợi hồi cung, Ung Chính cải danh cho Chân Hoàn để nàng không còn là con gái của tội thần Chân Viễn Đạo, quyết định ban họ lớn Nữu Hỗ Lộc thị và nâng thân phận lên Mãn quân Thượng Tam kỳ, tăng thêm 10 tuổi, hồi cung với thân phận là thân mẫu của Tứ A ca Hoằng Lịch, phong hiệu 「Hi; 熹」. Chân Hoàn tại hậu cung tổng cộng bốn lần mang thai: - Lần một ở tập 25, sau sự cố sảy thai của Phú Sát Quý nhân thì chẩn đoán có thai. Tập 29, khi Ung Chính và Hoàng hậu rời Tử Cấm Thành, Chân Hoàn bị Hoa Quý phi mời đến hầu chuyện ở Dực Khôn cung, bị phạt quỳ hơn nửa canh giờ (1 canh là hai tiếng) và sảy thai. Hoa Quý phi vì chuyện này mà bị Ung Chính trách phạt và tước đi địa vị Quý phi kèm phong hiệu Hoa, tuy nhiên chỉ bị giáng làm Phi vì Ung Chính đang nể Niên Canh Nghiêu. Thực tế là do lượng xạ hương trong kem thoa của An Lăng Dung mà sảy thai. Nguyên do trong sự cố Phú Sát Quý nhân, Chân Hoàn bị thương ở cổ và để lại sẹo, An Lăng Dung theo sự sai khiến của Hoàng hậu mà chế ra keo trị sẹo này, cho vào lượng lớn xạ hương. - Lần hai là ở tập 44, sinh ra Lung Nguyệt công chúa. - Lần ba là khi Chân Hoàn xuất gia tu hành, quyết định đoạn tuyệt tình cảm với Ung Chính, vô tình gặp và tương ái với Quả Quận vương Doãn Lễ tại Lăng Vân phong. Tập 52, khi nghe tin Quả Quận vương bị đắm thuyền chết đuối, lại hay tin gia quyến ở Ninh Cổ tháp chịu khổ, Chân Hoàn quyết định dùng kế quay về hậu cung, giả xưng cái thai là của Ung Chính. Sau sinh ra long phụng thai, là Lục A ca Hoằng Chiêm và Linh Tê Công chúa. - Lần thứ tư ở tập 70, sau sự kiện Anh Quý nhân và Tam A ca, Chân Hoàn bị nghi ngờ, nhưng vừa hay lại có thai nên tình thế dần ổn thỏa. Tuy vậy, Ôn Thực Sơ chẩn đoán cái thai khó giữ quá 5 tháng, Chân Hoàn bèn dùng mưu sử dụng cái thai lật đổ Hoàng hậu. Sự việc thành công, Hoàng hậu bị cấm túc tại Cảnh Nhân cung. Tứ A ca nhân đó xúi giục Tam A ca cầu xin Ung Chính thả Bát Thân vương Doãn Tự, khiến Tam A ca bị tước mất Hoàng đái, xóa tên khỏi Ngọc Điệp. Ung Chính vì nghi kị Quả Quận vương nên sai khiến Chân Hoàn tự tay bỏ thuốc hạ sát. Chân Hoàn căm hận, đến cuối cùng bày mưu cùng Ninh tần Diệp Lan Y hạ sát Ung Chính. Khi Ung Chính hấp hối, tiết lộ chuyện Tịnh Hòa Công chúa của Huệ phi Thẩm Mi Trang và Lục A ca Hoằng Chiêm không phải của Ung Chính, khiến Ung Chính tắt khí huyết mà chết. Tứ A ca Hoằng Lịch được Chân Hoàn sắp xếp lập nên ngôi, tức Càn Long Đế. Tân Đế tôn Chân Hoàn làm Thánh mẫu Hoàng thái hậu. Ghi chú: nhân vật nguyên tác hư cấu, vì lên phim chuyển thành thời Ung Chính nên phải được sửa đổi, khiến Chân Hoàn biến thành Sùng Khánh Hoàng thái hậu trong lịch sử. Trong nguyên tác, Chân Hoàn về cung vẫn giữ phong hiệu "Hoàn", sự kiện thay họ là để hợp thức hóa biến Chân Hoàn hư cấu làm nhân vật lịch sử. | Minh Ý Hoàng Thái hậu Chân Huyên (cũng chữ 嬛, chỉ đổi cách đọc) |
| Thái Thiếu Phân 蔡少芬 | Hiếu Kính Hiến Hoàng hậu  | Ô Lạp Na Lạp Nghi Tu (烏拉那拉•宜修)    | Cảnh Nhân cung (景仁宮)                                                                                          | Ung Thân vương Trắc phúc tấn (雍親王侧福晋) → Ung Thân vương Kế phúc tấn (雍親王继福晋) → Hoàng hậu (皇后) → Cảnh Nhân cung Hoàng hậu (景仁宮皇后; không có thụy hiệu) Xuất thân Mãn Châu Chính Hoàng kỳ Ô Lạp Na Lạp thị, là con vợ lẽ, em gái của Thuần Nguyên Hoàng hậu, cháu gái của Thái hậu. Người tinh thông y lý, tâm cơ thâm sâu, bị "Đích thứ tôn ti" ám ảnh mà đem lòng hận thù sâu sắc. Tại Vương phủ, Nghi Tu là Trắc phúc tấn của Ung Chính (khi này còn là Ung Thân vương) sinh hạ Đại A ca Hoằng Huy, nhưng lên 3 tuổi thì chết, ngay khi đó chị ruột là Thuần Nguyên hoàng hậu, cũng là Đích phúc tấn, lại mang thai Nhị A ca, khiến Nghi Tu sinh lòng oán hận. Khi Thuần Nguyên mang thai, lén đánh tráo thức uống, đồ ăn dẫn đến sinh tử thai và qua đời. Nghi Tu trở thành Kế phúc tấn rồi được lập làm Hoàng hậu sau khi Ung Chính lên ngôi. Về sau không thể sinh con, Nghi Tu bày mưu hại chết Tề phi để lấy con của Tề phi là Tam A ca Hoằng Thời làm con của mình, mưu đồ cho Hoằng Thời kế vị để trở thành Hoàng thái hậu độc nhất. Nội tâm thâm hiểm, hãm hại rất nhiều tần phi có thai hoặc khiến họ không thể mang thai. Đứng đằng sau rất nhiều vụ làm hại phi tần có thai trong hậu cung, trong đó có lần sẩy thai của Hân tần và Phú Sát Quý nhân, thai của Chân Hoàn cũng là do Nghi Tu mượn tay trừ khử. Vì sự sắp đặt của Chân Hoàn, Ung Chính biết chân tướng cái chết của Thuần Nguyên Hoàng hậu là do Nghi Tu hãm hại, định ra chỉ Phế hậu, nhưng Thái hậu lâm chung viết di chiếu 「"Ô Lạp Na Lạp thị bất năng xuất Phế hậu"」, Ung Chính cho thu hồi lại thánh chỉ sách lập, Hoàng hậu kim sách và phụng ấn, giam cầm vĩnh viễn ở Cảnh Nhân cung, đến chết không gặp lại. Sau khi Tứ A ca kế vị, Chân Hoàn đến gặp, cho biết không phong Nghi Tu làm Thái hậu mà chỉ tôn làm Hoàng hậu như cũ, gọi là Cảnh Nhân cung Hoàng hậu, uất ức mà chết. Sau khi mất, hạ táng tại Phi lăng, là lăng của các Phi tần. Ghi chú: theo ý nguyện của nhân vật Ung Chính trong phim, Nghi Tu bị xem như là không tồn tại, mọi hoạt động của Nghi Tu khi còn tại thế đều đồng nhất hành trạng với Thuần Nguyên Hoàng hậu, tức biến hai chị em Thuần Nguyên và Nghi Tu trở thành Hiếu Kính Hiến Hoàng hậu trong lịch sử. | Ôn Dụ Hoàng hậu Chu Nghi Tu                                      |
| Tưởng Hân 蔣欣         | Đôn Túc Hoàng quý phi     | Niên Thế Lan (年世蘭)                   | Dực Khôn cung (翊坤宮) Lãnh cung (冷宮)                                                                          | Ung Thân vương Trắc phúc tấn (雍親王侧福晋) → Hoa phi (華妃) → Niên quý nhân (thu hồi thánh chỉ) → Niên tần (年嬪; thu hồi thánh chỉ) → Hoa phi (華妃) → Hoa Quý phi (華貴妃) → Niên phi (年妃) → Hoa phi (華妃) → Niên Đáp ứng (年答應) → Đôn Túc Quý phi (敦肅貴妃; truy phong) → Đôn Túc Hoàng quý phi (敦肅皇貴妃; truy phong) Xuất thân Hán Quân Tương Bạch kỳ, gia thế vinh hiển, anh trai là Đại công thần Niên Canh Nghiêu. Danh gia vọng tộc, khuynh chấn thiên hạ, nên Niên Thế Lan rất cuồng bạo, áp chế cả Hoàng hậu. Nhờ xuất thân hiển hách và có nhan sắc mỹ lệ, Thế Lan từng được Ung Chính sủng ái nhất trước khi Chân Hoàn nhập cung, ban cho thứ hương liệu quý hiếm duy nhất gọi là Hoan Nghi hương. Do muốn độc chiếm sự sủng ái nên đố kị nhiều phi tần, đặc biệt là Chân Hoàn và Thẩm Mi Trang, luôn bày mưu hãm hại 2 người, thành công ban đầu khi hãm hại Thẩm Mi Trang giả mang thai để tranh sủng, khiến Mi Trang bị giáng xuống làm Đáp ứng, về sau vụ việc bị phát hiện, Ung Chính ra lệnh tước bỏ phong hiệu và giáng làm Tần, nhưng vì đang nể Niên Canh Nghiêu nên Ung Chính nhắm mắt cho qua và thu hồi thánh chỉ, có thủ hạ là Lệ tần và Quý nhân Tào Cầm Mặc. Vốn tính khí bá đạo, Niên Thế Lan rất hà khắc độc đoán, hành hạ và lợi dụng hai mẹ con Tào Cầm Mặc để tranh sủng khiến về sau Tào Cầm Mặc liên thủ với Chân Hoàn quay ra hãm hại. Hoan Nghi hương thực chất có rất nhiều xạ hương, do Ung Chính và Thái hậu chủ động phòng ngừa Niên Thế Lan có thai, vì nghi kị thế lực nhà họ Niên, lo rằng Niên Thế Lan sinh hạ Hoàng tử sẽ khiến Niên Canh Nghiêu càng có ý tạo phản. Ở Vương phủ, khi đang có thai, do uống thuốc an thai của Đoan phi mà sẩy thai. Thực chất là Ung Chính và Thái hậu sai Nghi Tu làm thuốc hủy thai đưa cho Đoan phi, và Đoan phi là nước cờ thế thân. Sau đó, Niên Thế Lan bắt ép Đoan phi uống hồng hoa, làm cả đời Đoan phi không thể có thai được nữa. Sau khi Niên Canh Nghiêu thất thế, Niên Thế Lan bị Tào Quý nhân cùng Chân Hoàn liên thủ hạch tội, bị tước phong hiệu và giáng làm Đáp ứng. Vì để diệt trừ vĩnh viễn Niên Thế Lan, Chân Hoàn cùng Thẩm Mi Trang dùng khổ nhục kế tự đốt cung thất rồi tố cáo là do Niên Thế Lan gây ra, Niên Thế Lan do đó bị ban cho tự sát. Chân Hoàn đến cho Thế Lan biết chân tướng sự việc, việc Ung Chính dùng Hoan Nghi hương khiến Thế Lan không thể có thai và cái thai khi xưa cũng chính là do Ung Chính nhẫn tâm phá bỏ. Niên Thế Lan oán thán và đâm đầu tự sát. Ung Chính cảm thương và niệm tình mà truy phong làm Quý phi, thụy hiệu Đôn Túc. Trong đợt đại phong lục cung được truy phong làm Hoàng quý phi. Ghi chú: nhân vật nguyên tác là hư cấu nên khi lên phim phải thay đổi họ và hành trạng để phù hợp với bối cảnh lịch sử của phim. Trong lịch sử, Đôn Túc Hoàng quý phi Niên thị sinh hạ khoảng 4 người con, tuy hầu hết đều mất sớm nhưng có một con trai sống đến năm 8 tuổi. | Thuận Thành Quý tần Mộ Dung Thế Lan                              |
| Trần Kiến Bân 陳建斌   | Ung Chính Đế              | Ái Tân Giác La Dận Chân (愛新覺羅•胤禛) | Dưỡng Tâm điện (養心殿)                                                                                          | Ung Thân vương (雍親王) → Ung Chính Đế (雍正帝) Hoàng đế thứ 5 của triều đại Thanh, con trai thứ 4 của Khang Hi Đế, mẹ là Đức phi Ô Nhã thị, sau được tôn làm Thái hậu. Được Chân Hoàn và Thuần Nguyên Hoàng hậu gọi là「Tứ lang; 四郎」. Khi còn trẻ, rất yêu thương Thuần Nguyên Hoàng hậu. Về sau do Chân Hoàn có dung mạo vài phần giống nên sủng ái, dần dần yêu chân thành Chân Hoàn. Khi nạp Chân Hoàn làm phi tần, ông ban cho phong hiệu "Hoàn", đồng âm với tên tự của Thuần Nguyên Hoàng hậu là "Uyển Uyển" (菀菀). Cùng với Thái hậu là chủ mưu trong việc ngăn ngừa Hoa phi Niên Thế Lan có thai. Khi Niên Thế Lan ở Vương phủ hoài thai, Ung Chính mượn tay Đoan phi giết hại thai nhi mới thành hình. Từ khi lên ngôi luôn nghi kị hoàng thân, ngoài Bát A ca Doãn Tự, Cửu A ca Doãn Đường, về sau còn có cả Doãn Lễ. Khi Tam A ca Hoằng Thời bị trúng mưu của Chân Hoàn xin cho Bát A ca Doãn Tự ân xá, Ung Chính tước đi "Hoàng đái tử" của Hoằng Thời và đày làm con của Bát A ca, bị giao cho Hằng Thân vương quản thúc. Khi phát hiện Doãn Lễ có tư tình với Chân Hoàn nhiều năm không dứt, Ung Chính ép Chân Hoàn giết chết Doãn Lễ bằng rượu độc, gây nên sự thù hận của cá nhân Chân Hoàn lẫn Ninh tần Diệp Lan Y - người luôn ái mộ Doãn Lễ. Cuối đời, nghe theo đạo sĩ được sắp xếp bởi Chân Hoàn, Ung Chính chuyên dùng đan dược, trong đó trộn lẫn lưu huỳnh và thủy ngân. Sau lại bị Diệp Lan Y dùng chu sa kích thích, thân thể nhìn ngoài kiện khang nhưng thực tế suy nhược trầm trọng. Ghi chú: nhân vật của nguyên tác trẻ hơn rất nhiều trong phim. Theo nguyên tác, Huyền Lăng cũng là Hoàng tứ tử, do lên ngôi còn nhỏ nên Nhiếp chính vương lãnh chính, mẹ là Thái hậu Chu Thành Bích tư thông rồi giết Nhiếp chính vương. Huyền Lăng trong nguyên tác chứng kiến Thái hậu và Nhiếp chính vương tư thông, lên phim nhân vật Nhiếp chính vương bị sửa thành Long Khoa Đa, em trai của mẹ nuôi của Ung Chính là Hiếu Ý Nhân Hoàng hậu. | Càn Nguyên Đế Huyền Lăng                                         |
| Lý Đông Học 李東學     | Dận Lễ                    | Ái Tân Giác La Doãn Lễ (愛新覺羅•允禮)  | Ngưng Huy đường (凝暉堂)                                                                                         | Quả Quận vương (果郡王) → Quả Thân vương (果親王) Hoàng tử thứ 17 của Khang Hi Đế, mẹ là Thư thái phi. Doãn Lễ tinh thông âm luật, giỏi thơ ca, theo phim truyện thì là người con rất được Khang Hy Đế sủng ái, do Thư phi là sủng phi của Khang Hi Đế. Trọng tình cảm, nhất kiến chung tình với Chân Hoàn. Khi Chân Hoàn tu hành ở Cam lộ tự, bị ức hiếp phải dời lên Lăng Vân phong, Doãn Lễ thường lui tới và nảy sinh tình cảm, sau chính thức yêu nhau. Vào một lần dự tiệc do Ung Chính thiết đãi mà xảy ra biến cố, Doãn Lễ bị buộc phải thành hôn cùng lúc với Hoán Bích và Mạnh Tĩnh Nhàn, nhưng đều chỉ với vị trí Trắc phúc tấn. Sau khi Ung Chính phát hiện tình ý của Doãn Lễ đối với Chân Hoàn, Doãn Lễ bị điều đi trấn thủ Nhạn Môn quan. Sau 3 năm triệu về kinh sư, Doãn Lễ bị Ung Chính Đế ép Chân Hoàn hạ độc hại chết. Khi phát tang cũng không thể công khai. Là cha ruột của Thế tử Nguyên Triệt; Lục A ca Hoằng Chiêm và Linh Tê Công chúa. Ghi chú: mẹ của Quả Thân vương Doãn Lễ trong lịch sử là Thuần Dụ Cần phi Trần thị, một phi tần bình thường của Khang Hi Đế. Chi tiết Thư phi là nguyên hình Thư Quý phi Nguyễn Yên Nhiên trong nguyên tác, một phi tần xinh đẹp tuyệt trần rất được Long Khánh Đế sủng ái. | Thanh Hà vương Huyền Thanh                                       |
| Lan Hi 斕曦            | Nhân vật hư cấu           | Thẩm Mi Trang (沈眉莊)                  | Tồn Cúc đường (存菊堂) Túy Ngọc hiên (碎玉軒)                                                                    | Thẩm Quý nhân (沈貴人) → Huệ Quý nhân (惠貴人) → Thẩm Đáp ứng (沈答應) → Huệ Quý nhân (惠貴人) → Huệ tần (惠嬪) → Huệ phi (惠妃) → Huệ Quý phi (惠貴妃; truy phong) Xuất thân Hán quân kỳ, con gái của Hiệp lĩnh Tế Châu Thẩm Tự Sơn (沈自山). Xuất thân con nhà gia giáo, đoan trang hiền huệ, tính tình khẳng khái, không tự hạ thấp mình cầu xin điều gì từ Hoàng đế. Thẩm Mi Trang là chị em tốt của Chân Hoàn. Ban đầu nhập cung, Mi Trang là tân sủng đầu tiên của Ung Chính, rất có triển vọng và được Ung Chính lẫn Thái hậu sủng ái. Nơi ở Tồn Cúc đường là do chính Ung Chính sửa từ tên cũ. Lúc ban đầu, Thẩm Mi Trang đối với Ung Chính rất kính trọng và luôn mong muốn mình trở thành thế lực ban trợ Ung Chính, bảo vệ chị em tốt Chân Hoàn và cả An Lăng Dung. Về sau, Thẩm Mi Trang bị Hoa phi hãm hại giả mang thai để tranh sủng (tức Hoa phi mua chuộc thái y chẩn mạch nói Mi Trang có thai rồi bày mưu sự việc này là giả), nên bị Ung Chính tước bỏ phong hiệu, giáng xuống làm Đáp ứng. Sau đó tình cảm lạnh nhạt với Ung Chính, do đau lòng khi xưa Ung Chính không tin tưởng mình. Khi trong cung xuất hiện dịch bệnh, bị Hoa phi đầu độc bởi đồ vật bị nhiễm bệnh, được Ôn Thực Sơ tận tình cứu chữa nên về sau Mi Trang đem lòng yêu mến Ôn Thực Sơ. Khi Chân Hoàn xuất cung, Mi Trang chăm sóc phủ dưỡng Thái hậu, được Thái hậu yêu quý và ra lệnh tấn phong làm Huệ tần, chủ vị Túy Ngọc hiên. Rất quý mến và chăm sóc Lung Nguyệt Công chúa trong thời gian Chân Hoàn ở Cam Lộ tự. Báo việc toàn gia họ Chân bị Hoàng hậu hãm hại, thúc đẩy ý định hồi cung của Chân Hoàn. Do đau lòng Ung Chính, trong một lần say rượu, Thẩm Mi Trang đã cùng Ôn Thực Sơ tư thông và hoài thai, ngụy tạo là con của Ung Chính. Trong vụ án Qua Nhĩ Giai Văn Uyên tố giác Chân Hoàn và Ôn Thực Sơ tư thông, Thẩm Mi Trang do bị cung nữ của An Lăng Dung kích động qua sự kiện Hoàng hậu hãm hại Chân Hoàn bằng việc trích máu nghiệm thân, dẫn đến hoảng hốt mà trở dạ. Sinh ra Tịnh Hòa Công chúa. Nhận tin My Trang sinh khó, Ung Chính ra lệnh tấn phong Huệ phi. Sau khi sinh xong, lại bị băng huyết dẫn đến mất mạng. Ung Chính hối hận, đau lòng, ra lệnh truy phong làm Huệ Quý phi đồng thời nghi thức trong tang lễ làm theo danh vị Quý phi. Ghi chú: nhân vật hoàn toàn hư cấu. Trong nguyên tác, Thẩm Mi Trang sinh ra con trai, về sau là tân đế kế nhiệm, tức Chính Chương Đế. Trong nguyên tác cũng nói rõ Thẩm Mi Trang được truy phong từ Huệ phi, Đức phi lên Quý phi, nhưng trong phim chỉ nói được truy phong. | Chiêu Huệ Ý An Thái Hậu Thẩm Mi Trang                            |
| Đào Hân Nhiên 陶昕然   | Nhân vật hư cấu           | An Lăng Dung (安陵容)                   | Diên Hi cung (延禧宮)                                                                                            | An Đáp ứng (安答應) → An Thường tại (安常在) → An Quý nhân (安貴人) → An tần (安嬪) → Ly phi (鸝妃) Xuất thân Hán Quân kỳ, trong lúc đứng đợi ở buổi tuyển tú, bị Hạ Đông Xuân ức hiếp, An Lăng Dung được Chân Hoàn giúp đỡ. Chân Hoàn cài một đoá hoa lên đầu Lăng Dung, chúc may mắn. Trong lúc tuyển tú, bị loại nhưng nhờ đoá hoa trên đầu thu hút bướm bay đến, Lăng Dung được giữ lại, nhập cung cùng lúc với Chân Hoàn và Thẩm Mi Trang, kết thành ba chị em tốt, nương tựa vào nhau mà sống. Trước kia cha là An Tỉ Hòe (安比槐) nhận quan tước Huyện thừa huyện Tùng Dương, từng là lái buôn hương liệu, mẹ là Tô Châu kỹ nữ, rất rành rẽ hương liệu. Thân thể mỏng manh yếu đuối, có chất giọng trong trẻo. Do cha chỉ là Bát phẩm Huyện thừa, An Lăng Dung ban đầu vào cung rất bị khi dễ, tuy bên ngoài yếu đuối nhưng tâm can sâu thẳm, sinh ra hận thù vì cho rằng ai ai cũng khi dễ và lợi dụng mình. Bị Hoàng hậu phát hiện bùa chú yếm hại Hoa phi, An Lăng Dung trở thành con cờ trong tay Hoàng hậu, giúp Hoàng hậu mưu hại không chỉ Chân Hoàn mà còn toàn bộ các tần phi đang mang thai khác. Do sự xúi giục của Hoàng hậu, An Lăng Dung ra tay với con mèo Tùng Tử, dùng hương liệu khiến nó trở tính, nhảy bổ vào Phú Sát Quý nhân khiến bị sẩy thai. Khi Chân Hoàn mang thai lần đầu, bị chấn thương do vết mèo cào khi đỡ Phú Sát Quý nhân, An Lăng Dung vờ mang keo liền sẹo đến, giúp trị vết thương. Thực chất bên trong keo trị sẹo này có rất nhiều xạ hương, khiến Chân Hoàn bị sẩy thai. Trùng hợp việc này lại đổ tội được cho Niên Thế Lan khi ấy vừa được sách phong Quý phi, khiến Niên Thế Lan bị phế truất từ Quý phi làm Phi và bị tước đi phong hiệu. Do dưới trướng Hoàng hậu, An Lăng Dung không thể hoài thai. Về sau khi muốn lật đổ Chân Hoàn, Hoàng hậu dùng kế cho uống thuốc tọa thai có dược lực cực mạnh khiến An Lăng Dung mang thai, nhưng thai khí rất yếu, không thể giữ được đứa trẻ. Hoàng hậu nhân đó muốn hãm hại Chân Hoàn, thế nhưng sự việc không thành. Lấy cớ mang long thai nên đã cứu được tội ăn hối lộ của phụ thân và được Hoàng hậu tiến cử làm Phi. Phong hiệu 「Ly; 鸝」 do Chân Hoàn đề xuất với Ung Chính, thực chất là hạ nhục, ý nói chẳng khác nào con chim Hoàng ly chỉ biết hót, chỉ xứng làm đồ chơi cho người khác mua vui. Sau khi An Lăng Dung sẩy thai, chưa chờ Hoàng hậu tính kế tiếp theo, Chân Hoàn tương kế tựu kế vạch trần thủ đoạn của An Lăng Dung hại mình khi dùng kem trị sẹo chứa xạ hương, khiến An Lăng Dung bị giam ở Diên Hi cung, ngày ngày bị nô tài tát hai bên mặt. Ăn quả hạnh đắng tự sát. Trước khi chết, nói với Chân Hoàn chân tướng cái chết của Thuần Nguyên Hoàng hậu. Ghi chú: Trong lịch sử, Ung Chính đế thật sự có 1 phi tần là An Quý nhân, không rõ năm sinh, năm mất và chưa có tư liệu chính xác về xuất thân của bà, nên nhân vật trong phim là hoàn toàn hư cấu. Trong nguyên tác, An Lăng Dung yêu thương anh cả của Chân Hoàn tên là Chân Hành, việc thả chuột vào nhà lao là để giết vợ và con của Chân Hành. Nữ chính Chân Hoàn vì muốn An Lăng Dung vứt bỏ tâm niệm với anh mình nên quyết định hạ bệ. | Ly Âm Quý tần An Lăng Dung                                       |

### Đại Thanh hoàng tộc
| Diễn viên                           | Nhân vật                                                     | Nơi ở | Giới thiệu | Nguyên tác nhân vật                                                            |
| Hậu phi của Ung Chính               |                                                              | | |                                                                                |
|                                     | Thuần Nguyên Hoàng hậu (純元皇后)                            | Ung Thân vương phủ (雍親王府)                                                                                      | Ung Thân vương Đích phúc tấn (雍親王嫡福晋) → Thuần Nguyên Hoàng hậu (純元皇后; truy phong) → Hiếu Kính Hoàng hậu (孝敬皇后; truy tôn) Xuất thân Mãn Châu Chính Hoàng kỳ Ô Lạp Na Lạp thị, tự Uyển Uyển (菀菀), con gái chính thất, chị của Nghi Tu, cháu gái của Thái hậu. Tính tình hòa nhã thiện lương, giỏi cầm kì thi họa, là tình yêu lớn nhất của Ung Chính. Trong nguyên tác Thuần Nguyên họ Chu, có tên riêng là Nhu Tắc (柔则), nhưng phim chưa bao giờ đề cập cái tên này, cho nên chỉ gọi là "Thuần Nguyên" theo đúng lẽ. Nhân vật chưa từng xuất hiện trong phim, chỉ được nhắc đến qua hồi ức của các nhân vật Ung Chính, Nghi Tu và Thái hậu. Khi Nghi Tu mang thai, Thuần Nguyên với danh nghĩa chị cả đến để bầu bạn cùng em gái ở Ung Thân vương phủ. Tại đây, Ung Chính đã gặp gỡ Thuần Nguyên và đem lòng yêu thương. Trước đó, Ung Chính từng nói để Nghi Tu thành Trắc phúc tấn trước, sau khi có con trai thì sẽ lập làm Đích phúc tấn. Nhưng khi gặp gỡ và si mê Thuần Nguyên, Ung Chính đổi ý quyết lấy Thuần Nguyên làm Đích phúc tấn. Theo thân phận "Đích thứ khác biệt", Nghi Tu tiếp tục là Trắc phúc tấn. Khi Nghi Tu mất đi đứa con 3 tuổi Hoằng Huy, Thuần Nguyên lại lập tức có thai, khiến Nghi Tu căm hận. Vì tinh thông y lý, Nghi Tu chủ động kề bên Thuần Nguyên, ngầm thay đổi thực phẩm bổ thai thành các thực phẩm có tính hoại thai. Thuần Nguyên khi lâm bồn trở nên đau đớn vô cùng. Sinh được một tử thai rồi qua đời không lâu sau đó. Trước khi chết, Thuần Nguyên hấp hối nhắn nhủ Ung Chính:「"Thần thiếp mệnh bạc, không thể cùng Tứ lang đầu bạc răng long. Ngay cả đứa con của chúng ta cũng bảo vệ không được. Thần thiếp chỉ có duy nhất một người em gái là Nghi Tu. Tứ lang phải hứa rằng, phải thiện đãi nàng, không được phế bỏ nàng"」. Khi Tứ A ca được Chân Hoàn lập nên ngôi, Tân Đế tôn Thuần Nguyên Hoàng hậu làm "Hiếu Kính Hoàng hậu". Ghi chú: theo nguyên tác thì Thuần Nguyên Hoàng hậu trở thành Hoàng hậu khi Huyền Lăng đã lên ngôi, lên phim phải sửa thành Đích phúc tấn đã qua đời của Ung Chính. Vì để phù hợp lịch sử, biên kịch đưa Thuần Nguyên Hoàng hậu trở thành Hiếu Kính Hiến Hoàng hậu dù đã qua đời sớm, còn hành trạng của Nghi Tu bị quy thành của Thuần Nguyên dưới danh nghĩa Hiếu Kính Hiến Hoàng hậu. | Thuần Nguyên Hoàng hậu Chu Nhu Tắc                                             |
| Lý Nghi Quyên 李宜娟                | Tề Nguyệt Tân (耿月賓)                                       | Diện Khánh điện (延慶殿) Từ Ninh cung (慈寧宮)                                                                     | Ung Thân vương Thứ Phúc tấn (雍親王庶福晉) → Đoan phi (端妃) → Hoàng quý phi (皇貴妃) → Hoàng quý thái phi (皇貴太妃) Trong nguyên tác có tên Tề Nguyệt Tân (耿月賓) nhưng trên phim không được đề cập đến. Là phi tần vào hầu sớm nhất của Ung Chính Đế khi còn ở Tiềm để. Tính tình rất hiền từ lương thiện, quý mến Chân Hoàn, từng rất thân thiết với Niên Thế Lan nhưng về sau phẫn uất vì hại mình không thể sinh con. Xưa bị Ung Chính mượn tay loại bỏ cái thai của Niên Thế Lan nên bị trả thù, chuốc độc hồng hoa nên cả đời đau ốm và vô sinh. Sau khi Tào Cầm Mặc mất, được giao nuôi Ôn Nghi Công chúa. Trong đợt đại phong lục cung, được tấn thăng vượt cấp làm Hoàng quý phi. | Đoan Quý phi Tề Nguyệt Tân                                                     |
| Dương Phương Hàm 楊鈁涵             | Phùng Nhược Chiêu (馮若昭)                                   | Hàm Phúc cung (咸福宮) Từ Ninh cung (慈寧宮)                                                                       | Ung Thân vương Thứ Phúc tấn (雍親王庶福晉) → Kính tần (敬嬪) → Kính phi (敬妃) → Kính Quý phi (敬貴妃) → Kính Quý thái phi (敬貴太妃) Trong nguyên tác có tên Phùng Nhược Chiêu (馮若昭) nhưng trên phim không được đề cập, chỉ được Nghi Tu nhắc đến là họ Phùng khi phong Kính phi. Cách cách của Ung Chính khi còn ở Tiềm để. Tính tình hiền từ nhưng khôn ngoan, không tranh sủng với các phi tần khác, đứng về phía Chân Hoàn. Sau khi Chân Hoàn đến Cam lộ tự thì Kính phi trở thành dưỡng mẫu của Lung Nguyệt Công chúa. Từng có mâu thuẫn khi Chân Hoàn hồi cung để giành quyền nuôi Lung Nguyệt Công chúa, nhưng 2 người sớm hóa giải hiểu lầm và lấy lại hòa khí. | Đức phi Phùng Nhược Chiêu                                                      |
| Trương Nhã Manh 張雅萌              | Lý Tĩnh Ngôn (李靜言)                                        | Trường Xuân cung (長春宮)                                                                                          | Ung Thân vương Trắc phúc tấn (雍親王側福晉) → Tề phi (齊妃) Trong nguyên tác có tên Tĩnh Ngôn nhưng trên phim không đề cập đến. Sinh mẫu của Tam A ca Hoằng Thời. Tính tình hấp tấp, không được Ung Chính sủng ái. Vì hãm hại Diệp Lan Y mà sợ tội tự sát. | Cung Khác Hiền phi Thang Tĩnh Ngôn, Lục Chiêu nghi                             |
| Trần Tư Tịch 陳思斯                 | Tào Cầm Mặc (曹琴默)                                         | Cảnh Dương cung (景陽宮)                                                                                           | Ung Thân vương Thứ Phúc tấn (雍親王庶福晉) → Tào Quý nhân (曹貴人) → Tương tần (襄嬪) Mẹ sinh của Ôn Nghi Công chúa, bè đảng của Niên Thế Lan. Sau vì muốn con gái có hành trạng tốt, theo phe Chân Hoàn. Là người đứng ra bán đứng Niên Thế Lan trước hậu cung, do vậy được tấn phong tước Tần. Ung Chính và Thái hậu nhận thấy Tào Cầm Mặc giảo hoạt, không thể tin tưởng, bèn sai Thái y và cung nữ thân cận bí mật độc chết (Ghi chú: nguyên tác là Chân Hoàn cùng Ôn Thực Sơ bỏ độc). | Tương Mục phi Tào Cầm Mặc                                                      |
| Đường Nghệ Hân 唐艺昕               | Qua Nhĩ Giai Văn Uyên (瓜爾佳•文鴛)                          | Trữ Tú cung (儲秀宮) Giao Lô quán (交蘆館) Lãnh cung (冷宮)                                                        | Kỳ Quý nhân (祺貴人) → Kỳ tần (祺嬪) → Kỳ Quý nhân (祺貴人) → Thứ nhân (庶人) Con gái của Qua Nhĩ Giai Ngạc Mẫn (鄂敏), đồng liêu với Chân Viễn Đạo. Do Ngạc Mẫn có công bình định Niên Canh Nghiêu mà đưa Văn Uyên vào cung. Nhan sắc xinh đẹp nhưng tính tình xuẩn ngốc, đều theo làm tay chân vô điều kiện cho Hoàng hậu, được Hoàng hậu ban cho một chuỗi vòng ngọc có xạ hương, về lâu dài tàn phá thân thể không thể có con. Đánh đập cung nữ và tranh chấp với Hân Quý nhân mà bị giáng làm Quý nhân, hại cho An Lăng Dung bị mất giọng. Trong sự kiện tố giác Chân Hoàn và Ôn Thực Sơ có tư tình, thủ đoạn thất bại, bị giáng làm Thứ nhân, sau cả gia tộc đều bị xử tội. Khi cuối xin Ung Chính tha cho gia đình, bị Tô Bồi Thịnh sai Thị vệ đánh chết. | Quản Văn Uyên                                                                  |
| Đàm Tùng Vận 譚松韻                 | Phương Thuần Ý (方淳意)                                      | Túy Ngọc hiên (碎玉軒)                                                                                             | Thuần Thường tại (淳常在) → Thuần Quý nhân (淳貴人; truy phong) Một phi tần còn nhỏ tuổi, kết bạn với Chân Hoàn. Tính tình thuần khiết, sau do nghe lén chuyện của Niên Thế Lan mà bị dìm đầu xuống hồ vong mạng. Ung Chính truy phong làm Quý nhân. | Thuần Mẫn phi Phương Thuần Ý                                                   |
| Nhiệt Y Trát 熱依扎                 | Diệp Lan Y (葉瀾依)                                          | Xuân Hỉ điện (春禧殿)                                                                                              | Bách Tuấn viên Tuần mã nữ (百駿園馴馬女) → Diệp Đáp ứng (葉答應) → Ninh Quý nhân (寧貴人) → Ninh tần (寧嬪) Một cô gái xuất thân hàn vi, là Sử nữ thuần ngựa của Bách Tuấn viên. Sau bị Ung Chính nhìn trúng mà phong làm tần phi. Thầm yêu Doãn Lễ, dùng chu sa trộn trong đan dược khiến Ung Chính sôi trào khí huyết mà chết. Sau khi Tân Đế đăng cơ thì tự vẫn. | Diễm tần Diệp Lan Y                                                            |
| Thôi Mạn Lị 崔漫莉                  | Dư Oanh Nhi (余鶯兒)                                         | Chung Túy cung (鍾粹宮) Lãnh cung (冷宮)                                                                           | Ỷ Mai viên Cung nữ (倚梅園宮女) → Quan nữ tử (官女子) → Dư Đáp ứng (余答應) → Diệu Âm nương tử (妙音娘子) → Dư Đáp ứng (余答應) → Dư Quan nữ tử (余官女子) Cung nữ tại Ỷ Mai viên, do giả mạo Chân Hoàn mà được lâm hạnh. Biết hát Côn Khúc nên được Ung Chính yêu thích. Vì đắc sủng mà kiêu ngạo, lên mặt với tất cả các phi tần có địa vị cao hơn mình, sau vì khi gây khó dễ với Chân Hoàn bị Ung Chính bắt gặp mà giáng xuống làm Quan nữ tử. Căm hận Chân Hoàn, tiếp tục mua chuộc cung nữ đem thuốc ngầm bỏ độc Chân Hoàn. Sự phát giác, Ung Chính ban cho tự vẫn nhưng vẫn giãy giụa không chịu, cuối cùng An Lăng Dung sai Tô Bồi Thịnh lấy dây cung siết cổ (Ghi chú: nguyên tác là Chân Hoàn tự mình sai người siết cổ). | Dư thị                                                                         |
| Vạn Mỹ Tịch 萬美汐                  | Lữ Doanh Phong (呂盈風)                                      | Trữ Tú cung (儲秀宮) Từ Ninh cung (慈寧宮)                                                                         | Ung Thân vương Thứ Phúc tấn (雍親王庶福晉) → Hân Thường tại (欣常在) → Hân Quý nhân (欣貴人) → Hân tần (欣嬪) → Hân Thái tần (欣太嬪) Một phi tần của Ung Chính theo từ Tiềm để. Từng mang thai trước khi Chân Hoàn nhập cung (do Hoàng hậu bí mật hại). Tính tình hào sảng, không thích Qua Nhĩ Giai Văn Uyên nên thường xảy ra tranh chấp, sau đó dưới sự giúp đỡ của Chân Hoàn mà thuận lợi độc chiếm Trữ Tú cung. Trong đợt đại phong lục cung được Chân Hoàn tiến cử lên tước Tần, Ung Chính băng hà ung dung ở vị trí Thái tần. Ghi chú: lúc Thẩm Mi Trang có thai (giả), có nói với Chân Hoàn rằng "Hân Thường tại có con gái" nên rất ngưỡng mộ. Đây là câu thoại sạn, vì nguyên hình của Hân Thường tại là Lữ Doanh Phong trong nguyên tác đúng là có con gái, là con gái cả của Huyền Lăng, nhưng trong phim không bao giờ đề cập. | Hân phi Lữ Doanh Phong, Khánh Quý tần Chu Bội, Phúc Quý tần Lê Oanh            |
| Dĩnh Nhi 穎兒                       | Hạ Đông Xuân (夏冬春)                                        | Diên Hi cung (延禧宮) Lãnh cung (冷宮)                                                                             | Hạ Thường tại (夏常在) Xuất thân cao quý nhưng phách lối, xem thường An Lăng Dung. Vì ngông cuồng mà bị Niên Thế Lan chán ghét, trong lúc tranh chấp với An Lăng Dung, Thẩm Mi Trang và Chân Hoàn mà bị Niên Thế Lan bắt gặp, Niên Thế Lan bèn ra lệnh hình phạt 「Nhất trượng hồng; 一丈紅」, tức đánh từ vùng eo trở xuống đến khi thịt nát xương tan mới thôi, sau đó bị tống vào Lãnh cung. | Hạ Nguyệt Tinh, Lương Tài nhân                                                 |
| Triệu Tần 趙秦                      | Phú Sát Nghi Hân (富察•仪欣)                                 | Diên Hi cung (延禧宮)                                                                                              | Phú Sát Quý nhân (富察貴人) Xuất thân gia đình Mãn Châu, dung mạo xinh đẹp nên tương đối đắc sủng. Ban đầu hiền lành, thân thiết với Thẩm Mi Trang, Chân Hoàn với An Lăng Dung nhưng sau đổi tính đổi nết, kiêu ngạo. Là phi tần đầu tiên của Ung Chính mang thai trong phim, kiêu ngạo cuồng vọng nên bị Hoàng hậu tính kế dùng con mèo Tùng Tử khiến sẩy thai. Sau vì Chân Hoàn thất sủng, xúi giục Tề phi phạt quỳ Chân Hoàn. Khi Chân Hoàn đắc thế tái sủng, sử dụng truyền thuyết "Nhân trư" về Thích phu nhân hù dọa đến phát điên. | Điềm tần Đỗ Bội Quân, Tần Phương nghi                                          |
| Mao Hiểu Đồng 毛曉彤                | Giang Thải Bình (江采蘋)                                     | Thanh Lương đài (清蔡勤) Quả Quận vương phủ (果郡王府) Trường Xuân cung (長春宮)                                   | Quả Quận vương phủ Thị tỳ (果郡王府侍婢) → Anh Đáp ứng (瑛答應) → Anh Thường tại (瑛常在) → Anh Quý nhân (瑛貴人) Thị tỳ lâu năm của Doãn Lễ, được Ngọc Ẩn đưa vào cung để luôn có người bên cạnh nói giúp Quả vương phủ. Sau khi nhập cung được Ung Chính tương đối sủng ái, giỏi về đàn tranh. Do dung mạo xinh đẹp tao nhã mà bị Tam A ca Hoằng Thời để ý, theo đuổi và còn viết thư tình. Bức thư bị Kính Quý phi phát giác, Hoàng hậu vì bảo vệ Hoằng Thời mà kiến nghị Ung Chính ban chết Anh Quý nhân. | Hủ Quý tần Chúc Hàm Chỉ, Tề vương phi Hứa Di Nhân, Anh Quý tần Giang Thấm Thủy |
| Lý Giai Toàn 李佳璇                 | Phí Vân Yên (費雲煙)                                         | Khải Tường cung (啟祥宮) Lãnh cung (冷宮)                                                                          | Ung Thân vương Thứ Phúc tấn (雍親王庶福晉) → Lệ tần (麗嬪) Một phi tần lâu năm của Ung Chính, đồng đảng với Niên Thế Lan. Sau bị Chân Hoàn dọa ma phát điên nên bị tống vào Lãnh cung. | Lệ Quý tần                                                                     |
| Lưu Kỷ Đồng 劉釔彤                  | Kiều Tụng Chi (喬頌芝)                                       | Dực Khôn cung (翊坤宮)                                                                                             | Hoa phi Cung nữ (華妃宮女) → Chi Đáp ứng (芝答應) → Niên Đáp ứng Cung nữ (年答應宮女) Một Thị tỳ luôn ở bên cạnh Hoa phi Niên Thế Lan, rất nghe theo chỉ thị. Vì muốn tranh chấp cùng Chân Hoàn, Hoa phi hiến Tụng Chi lên Ung Chính. Sau khi Hoa phi thất thế thì bị giáng lại làm Cung nữ để hầu hạ Hoa phi. | Kiều thị                                                                       |
| Hà Á Nam 何亞男                     | Khang Thường tại (康常在)                                    | Diên Hi cung (延禧宮)                                                                                              | Khang Thường tại (康常在) Một phi tần nhập hậu cung sau khi Chân Hoàn xuất gia, cùng Trinh tần và Kỳ Quý nhân giao hảo, không được sủng ái lắm. Trong sự kiện Kỳ Quý nhân tố Chân Hoàn và Ôn Thực Sơ, cùng Trinh tần gây nhiễu thị phi mà bị phạt bổng 6 tháng. Lại vì trang điểm lòe loẹt lúc An Lăng Dung sẩy thai mà bị khiển trách. | Mục Lương đệ Mục Cảnh Thu, Vận Quý tần Triệu Tiên Huệ                          |
| Quách Huyên 郭萱                    | Trinh tần (貞嬪)                                             | Diên Hi cung (延禧宮)                                                                                              | Trinh tần (貞嬪) Một phi tần nhập hậu cung sau khi Chân Hoàn xuất gia, cùng Khang Thường tại và Kỳ Quý nhân giao hảo, không được sủng ái lắm. Trong sự kiện Kỳ Quý nhân tố Chân Hoàn và Ôn Thực Sơ, cùng Khang Thường tại gây nhiễu loạn thị phi trong hậu cung mà bị phạt bổng 6 tháng. | Lân Quý nhân Nghiêm Trí Tú, Vinh tần Vinh Xích Thược                           |
|                                     | Tôn Đáp ứng (孫答應)                                         | | Tôn Đáp ứng (孫答應) Một phi tần vô danh, bị Kính Quý phi phát hiện tư thông với Thị vệ. Ung Chính ra lệnh xử ngũ mã phanh thây. | Tôn Tài nhân                                                                   |
|                                     | Phương Quý nhân (芳貴人)                                     | Túy Ngọc hiên (碎玉軒) Lãnh cung (冷宮)                                                                            | Phương Quý nhân (芳貴人) Một phi tần ở tại Túy Ngọc hiên trước khi Chân Hoàn nhập cung. Một trong những người có thai đầu tiên, nhưng kết quả lại sinh non. Vì oán hận Hoa phi Niên Thế Lan hãm hại mình nhưng không có bằng chứng, nên thất thố với Ung Chính khi ấy đang bảo vệ Niên Thế Lan. Dần dần thất sủng, ăn nói hàm hồ mà phát điên, cuối cùng bị đưa đi Lãnh cung. | Phương tần                                                                     |
|                                     | Trắc phúc tấn (侧福晉)                                       | Ung Thân vương phủ (雍親王府)                                                                                      | Ung Thân vương Trắc Phúc Tấn (雍親王侧福晉) Một vị "Trắc phúc tấn" khi Ung Chính chưa lên ngôi, được đề cập khi Hoa phi Niên Thế Lan giải trình vì sự kiện sẩy thai của Chân Hoàn. Theo thông tin trong phim, vị Trắc phúc tấn này vì thất lễ với Thuần Nguyên Hoàng hậu nên bị phạt quỳ, vô tình khiến cái thai trong bụng vì quỳ một canh giờ mà bị sẩy. Cũng theo lời Ung Chính Đế, Thuần Nguyên Hoàng hậu bởi vì không biết Trắc phúc tấn mang thai, đau buồn quá độ mà khiến bản thân sợ hãi, cuối cùng cũng không giữ được cái thai của bản thân mà vong mạng. Chân tướng sự việc được chỉ ra về sau, việc Trắc phúc tấn sẩy thai chỉ là ngoài ý muốn, thuận tiện che giấu sự thực Nghi Tu đã độc hại Thuần Nguyên Hoàng hậu qua thức ăn. Ghi chú: theo nguyên tác tiểu thuyết thì Cam Đức phi và Miêu Hiền phi cùng bị phạt quỳ, và người sẩy thai là Miêu Hiền phi. Càn Nguyên Đế Huyền Lăng bởi vì đau buồn Thuần Nguyên và con trai vong mạng, đổ tội hai vị Phi này làm kinh sợ Thuần Nguyên nên buộc cả hai phải bị tuẫn táng chết theo Hoàng hậu. | Cam Đức phi, Miêu Hiền phi                                                     |
| Thành viên Hoàng tộc Ái Tân Giác La |                                                              | | |                                                                                |
| Lưu Tuyết Hoa 劉雪華                | Ô Nhã Thành Bích (烏雅•成璧)                                 | Thọ Khang cung (壽康宮)                                                                                            | Cung nhân (宫人) → Đức tần (德嬪) → Đức phi (德妃) → Hoàng thái hậu (皇太后) → Hiếu Cung Nhân Hoàng Hậu (孝恭仁皇后; truy phong) Mãn Quân Chính Hoàng kỳ Ô Nhã thị thứ nữ, phi tần của Khang Hi, mẹ đẻ của Ung Chính, biểu cô của Thuần Nguyên Hoàng hậu và Hoàng hậu Ô Lạp Na Lạp Nghi Tu. Không chuyện gì là không biết, tâm kế cao sâu. Năm xưa, cùng Long Khoa Đa có hẹn ước, về sau bị Long Khoa Đa lợi dụng đưa vào cung, phò giúp chị của ông ta là Hiếu Ý Nhân Hoàng hậu Đông Giai thị, dưỡng mẫu của Ung Chính khi còn thiếu thời. Tranh chấp sủng vị cùng Thư phi, Ôn Hi Quý phi và Lương phi, cực kì trải nghiệm. Biết rõ mọi việc làm của Hoàng hậu Nghi Tu trong việc ám hại tần phi, song vì vinh quang của Ô Lạp Na Lạp thị và Ô Nhã thị, bà nhắm mắt làm ngơ hết mọi việc. Ngay cả việc Nghi Tu hại chết Thuần Nguyên Hoàng hậu, bà cũng rất rõ. Sau khi giết chết Niên Canh Nghiêu, Ung Chính ám thị Thái hậu phải thủ tiêu Long Khoa Đa. Sau khi rượu độc chết Long Khoa Đa, bà ngã bệnh triền miên do thương nhớ. Trước khi qua đời, bà lập di chiếu cản trở Ung Chính không được phế bỏ Nghi Tu, 「"Ô Lạp Na Lạp thị bất năng xuất Phế hậu"」, bảo vệ toàn vẹn vinh quang của Ô Lạp Na Lạp thị và Ô Nhã thị, tâm huyết một đời của bà. Cuối cùng, Ung Chính giam cầm vĩnh viễn Nghi Tu trong Cảnh Nhân cung. Ghi chú: theo nguyên tác thì Thái hậu cùng họ Chu với Chu Nhu Tắc và Chu Nghi Tu, nhưng trong lịch sử thì Hiếu Cung Nhân Hoàng hậu Ô Nhã thị không có liên quan gì đến Hiếu Kính Hiến Hoàng hậu. Chi tiết "Ô Lạp Na Lạp thị và Ô Nhã thị có họ hàng" chỉ là trên phim. Ngoài ra trong nguyên tác, Thái hậu là cùng Nhiếp chính vương tư thông, lên phim thuận ý sửa thành Long Khoa Đa. | Chiêu Thành Hoàng Thái hậu Chu Thành Bích                                      |
| Lưu Nham 劉岩                       | Thư Thái phi (舒太妃)                                        | An Thê quán (安棲觀)                                                                                               | Thư phi (舒妃) → Thư Thái phi (舒太妃) → Trùng Tĩnh nguyên sư (冲静元师) Một phi tần rất được sủng ái của Khang Hi, mẹ đẻ của Quả Thân vương Doãn Lễ. Tính tình hòa nhã, vô tranh với đời, sau khi Tiên Đế băng hà thì xin xuất cung tu hành. Có tình cảm đặc biệt sâu đậm với Tiên Đế. Ghi chú: nhân vật hư cấu. Mẹ của Doãn Lễ là Thuần Dụ Cần phi Trần thị, vẫn luôn được ở trong cung, hơn nữa cũng không được sủng ái lắm. | Thư Quý phi Nguyễn Yên Nhiên                                                   |
| Lam Doanh Oánh 藍盈瑩               | Hoán Bích (浣碧) Nữu Hỗ Lộc Ngọc Ẩn (钮祜禄•玉隱)            | Chân phủ (甄府) Túy Ngọc hiên (碎玉軒) Vĩnh Thọ cung (永壽宮) Quả Quận vương phủ Thường Thanh các (果郡王府常青閣) | Chân Hoàn bồi giá Thị nữ (甄嬛陪嫁侍女) → Quả Quận vương Trắc phúc tấn (果郡王侧福晋) → Quả Thân vương Phúc tấn (果親王福晋; truy phong) Chân Hoàn nghĩa muội, Chân Ngọc Nhiêu nghĩa tỉ, thực chất là chị em ruột cùng cha khác mẹ của Chân Hoàn và Ngọc Nhiêu. Mẹ của Hoán Bích là một nữ tử xuất thân con nhà tội thần, do Chân Viễn Đạo lén lút tư thông mà có Hoán Bích. Cùng với Lưu Châu là bồi giá thị nữ của Chân Hoàn, rất được Chân Hoàn tín nhiệm. Từng có thời gian đố kị Chân Hoàn và tiếp cận Ung Chính, nhưng về sau chuyển tâm tư đến với Quả Quận vương Doãn Lễ. Khi Doãn Lễ bị Ung Chính phát hiện hình nhân bằng giấy giống Chân Hoàn được cất giữ trong túi thơm, Hoán Bích liền đứng ra nhận thay để tránh Chân Hoàn bị hiềm nghi. Thuận theo đó, Chân Hoàn nhận Hoán Bích làm nghĩa muội, cho vào tộc phả Nữu Hỗ Lộc thị, sau đó cải danh thành Ngọc Ẩn [玉隱]. Sau khi Doãn Lễ bị Ung Chính ép uống rượu độc, Ngọc Ẩn vì đau thương quá độ mà tự sát theo cùng. An táng theo nghi lễ của Đích phúc tấn. | Hoán Bích / Chân Ngọc Ẩn                                                       |
| Dương Kì 楊淇                       | Mạnh Tĩnh Nhàn (孟靜嫻)                                      | Quả Quận vương phủ (果郡王府)                                                                                      | Quả Quận vương Trắc phúc tấn (果郡王側福晉) → Quả Thân vương Trắc phúc tấn (果親王侧福晋) Con gái của Bái Quốc công, tâm tính thiện lương, mẹ sinh của Nguyên Triệt. Từ lâu ngưỡng mộ tài danh của Doãn Lễ, nên nhất quyết không xuất giá. Khi nghe tin Doãn Lễ cưới Hoán Bích, tâm trạng tuyệt vọng. Phái Quốc công vì yêu thương con gái mà cầu xin Ung Chính ban hôn, nguyện lấy thân phận tỳ thiếp vào phủ. Cuối cùng, cùng lúc nhập phủ với Hoán Bích, được sắp xếp đồng phân vị Trắc phúc tấn. Do nếm thức ăn trước khi đút cho Hoằng Chiêm mà bị dính độc "Hạc đỉnh hồng", sau khi sinh ra Nguyên Triệt thì qua đời. | Vưu Tĩnh Nhàn                                                                  |
| Điền Tây Bình 田西平                | Ái Tân Giác La Doãn Ngã (愛新覺羅•允䄉)                      | Đôn Thân vương phủ (敦親王府)                                                                                      | Đôn Quận vương (敦郡王) → Đôn Thân vương (敦親王) → Thứ nhân (庶人) Con trai thứ 10 của Khang Hi Đế, mẹ là Ôn Hi Quý phi - con gái của Át Tất Long và là em gái của Hiếu Chiêu Nhân Hoàng hậu. Tính tình uy vũ, không nhường nhịn ai, tự cao tự đại do mẹ là Ôn Hi Quý phi xuất thân cao, mà Thái hậu Ô Nhã thị khi xưa từng là Thị nữ hầu hạ Hiếu Chiêu Nhân Hoàng hậu. Sau khi Ung Chính lên ngôi, luôn có ý chống đối. Liên kết với Niên Canh Nghiêu, luôn có giao hảo tốt. Về sau vì mưu đồ phản nghịch, bị tước hết chức vị và ban chết. | Nhữ Nam vương Huyền Tế                                                         |
| Điền Phác Quân 田樸珺               | Bác Nhĩ Tề Cát Đặc thị (博爾濟吉特氏)                        | Đôn Thân vương phủ (敦親王府)                                                                                      | Đôn Thân vương Phúc tấn (敦親王福晉)→ Thứ nhân (庶人) Con gái thân vương Mông Cổ, hiền lương thục đức, thông tuệ hơn người. Khi Chân Hoàn bị thất thế từng có đến thăm vọng, rất được Chân Hoàn tôn trọng. Khi Đôn Thân vương đánh Ngôn quan Ngự sử đại phu, triều đình không yên, Chân Hoàn thuyết phục Phúc tấn khuyên Đôn Thân vương đến cửa tạ lỗi, sự việc mới xong. Sau khi chồng có mưu đồ phản nghịch không thành, Phúc tấn và con cái bị giáng xuống thứ dân, vẫn được ở trong phủ đệ nhưng nhờ Chân Hoàn niệm tình lúc trước nói giúp nên con trai vẫn được giữ tước vị | Nhữ Nam vương phi Hạ thị                                                       |
| Vương Dân 王民                      | Ái Tân Giác La Doãn Kì (愛新覺羅•允祺)                       | | Hằng Thân vương (恒親王) Con trai thứ 5 của Khang Hi, mẹ là Nghi phi Quách Lạc La thị, anh trai cùng mẹ với Cửu A ca Doãn Đường. Tính tình cương trực, hay cười cười nói nói với cung nhân trong cung. Khi Ung Chính qua đời, từng đứng ra chất vấn Hi Quý phi Nữu Hỗ Lộc Chân Hoàn trong việc truyền kế vị cho Tứ A ca Hoằng Lịch. Ghi chú: trong lịch sử Hằng Thân Vương mất trước Ung Chính 3 năm (1932) nên không thể có chuyện ông chất vấn Hậu phi trong lễ tang Hoàng đế được. | Kỳ Sơn vương Huyền Tuân                                                        |
| Khang Phúc Chấn 康福震              | Ái Tân Giác La Doãn Hi (愛新覺羅•允禧)                       | | Thận Bối lặc (慎貝勒) → Thận Quận vương (慎郡王) Con trai thứ 21 của Khang Hi Đế, mẹ là Hi tần Trần thị, là người Hán. Cùng với Chân Ngọc Nhiêu có tình cảm, được Ung Chính ban hôn. Sau do duyên cớ "Trung quân Ái quốc" mà được ban tặng tước Quận vương. Về sau do chỉ có một con gái, bèn lấy Nguyên Triệt con trai của Quả Quận vương làm con thừa tự. Ghi chú: Trong lịch sử Thận Quận Vương chỉ có Trắc Phúc Tấn là Tổ thị (祖氏), con gái của Tá lĩnh Tổ Kiến Cát (祖建吉), tằng tôn nữ của Tổ Đại Bật (祖大弼) - em trai của Tổ Đại Thọ. Và các Trắc Phúc Tấn là Châu thị (周氏), Ngô thị (吴氏), (吴勋臣), Qua Nhĩ Giai thị (瓜尔佳氏). Ngoài ra Thận Tĩnh Quận vương Doãn Hi có con trai nhưng toàn chết yểu. Về sau khi Doãn Hi qua đời không có con, Càn Long Đế đích thân đem Lục A ca Vĩnh Dung qua làm cháu nội thừa tự. | Bình Dương vương Huyền Phần                                                    |
| Tôn Diễm 孙艷 (lúc nhỏ)             | Chân Ngọc Nhiêu (甄玉嬈) Nữu Hỗ Lộc Ngọc Nhiêu (钮祜禄•玉嬈) | Chân phủ (甄府) Vĩnh Thọ cung Vĩnh Bảo đường (永壽宮永寶堂)                                                        | Thận Quận vương Phúc tấn (慎郡王福晉) Con gái út trong gia đình họ Chân, em gái của Chân Hoàn và Hoán Bích. Tính tình mạnh mẽ, dung mạo xinh đẹp, không yêu thích làm tì thiếp của người khác. Dung mạo tương tự Thuần Nguyên Hoàng hậu, được Ung Chính có ý nạp làm phi. Sau đó Ngọc Nhiêu khéo léo từ chối, lại lợi dụng được sự sủng ái của Ung Chính mà khiến gia đình được giải oan, Qua Nhĩ Giai thị gia tộc toàn bộ bị trảm sát. Cùng Thận Bối lặc Doãn Hi tương ái, được Ung Chính tứ hôn, được án theo nghi lễ của Đa La Cách cách. Ghi chú:Trong lịch sử Thận Quận Vương chỉ có Đích Phúc Tấn là Tổ thị (祖氏), con gái của Tá lĩnh Tổ Kiến Cát (祖建吉), tằng tôn nữ của Tổ Đại Bật (祖大弼) - em trai của Tổ Đại Thọ. Và các Trắc Phúc Tấn là Châu thị (周氏), Ngô thị (吴氏), (吴勋臣), Qua Nhĩ Giai thị (瓜尔佳氏) | Bình Dương vương phi Chân Ngọc Nhiêu                                           |
| Từ Lộ 徐璐 (trưởng thành)           | Chân Ngọc Nhiêu (甄玉嬈) Nữu Hỗ Lộc Ngọc Nhiêu (钮祜禄•玉嬈) | Chân phủ (甄府) Vĩnh Thọ cung Vĩnh Bảo đường (永壽宮永寶堂)                                                        | Thận Quận vương Phúc tấn (慎郡王福晉) Con gái út trong gia đình họ Chân, em gái của Chân Hoàn và Hoán Bích. Tính tình mạnh mẽ, dung mạo xinh đẹp, không yêu thích làm tì thiếp của người khác. Dung mạo tương tự Thuần Nguyên Hoàng hậu, được Ung Chính có ý nạp làm phi. Sau đó Ngọc Nhiêu khéo léo từ chối, lại lợi dụng được sự sủng ái của Ung Chính mà khiến gia đình được giải oan, Qua Nhĩ Giai thị gia tộc toàn bộ bị trảm sát. Cùng Thận Bối lặc Doãn Hi tương ái, được Ung Chính tứ hôn, được án theo nghi lễ của Đa La Cách cách. Ghi chú:Trong lịch sử Thận Quận Vương chỉ có Đích Phúc Tấn là Tổ thị (祖氏), con gái của Tá lĩnh Tổ Kiến Cát (祖建吉), tằng tôn nữ của Tổ Đại Bật (祖大弼) - em trai của Tổ Đại Thọ. Và các Trắc Phúc Tấn là Châu thị (周氏), Ngô thị (吴氏), (吴勋臣), Qua Nhĩ Giai thị (瓜尔佳氏) |                                                                                |
| Ô Lập Bằng 鄔立鵬                   | Ái Tân Giác La Hoằng Thời (愛新覺羅•弘時)                    | A ca sở (阿哥所)                                                                                                   | Tam A ca (三阿哥) Con trưởng thành niên của Ung Chính, mẹ là Tề phi Lý thị, con gái Lý Tri phủ. Sau khi Tề phi tự sát, được Hoàng hậu Nghi Tu nuôi dưỡng. Tính tình nhút nhát, do không dụng công chăm học nên không được Ung Chính yêu thích. Trong cuộc sắp xếp của Nghi Tu, Hoằng Thời cự tuyệt cháu gái của Hoàng hậu là Thanh Anh, thay vào đó lại đem lòng yêu thích sủng thiếp của cha mình là Anh Quý nhân, khiến Anh Quý nhân bị ban chết. Về sau, do bị Tứ A ca Hoằng Lịch xúi giục, Hoằng Thời đến xin Ung Chính tha bổng cho Doãn Tự, Doãn Đề cùng Hoàng hậu, bị Ung Chính đại nộ mà tước đi "Hoàng đái tử", cho làm con của Doãn Tự, đưa cho Hằng Thân vương giáo dưỡng. | Tề vương Dư Ly                                                                 |
| Vương Văn Kiệt 王文杰               | Ái Tân Giác La Hoằng Lịch (愛新覺羅•弘曆)                    | Viên Minh viên (圓明園) A ca sở (阿哥所) Dưỡng Tâm điện (養心殿)                                                   | Tứ A ca (四阿哥) → Bảo Thân vương (寶親王) → Càn Long Đế (乾隆帝) Con trai thứ hai thành niên của Ung Chính, thứ tự là thứ 4 trong 6 người. Mẹ là cung nữ Lý Kim Quế (李金桂), một cung nữ xấu xí của Nhiệt Hà hành cung. Sau khi sinh Hoằng Lịch, băng huyết mà chết, Hoằng Lịch từ đó được các Nhũ mẫu nuôi dưỡng trong Viên Minh viên. Ung Chính khi còn là Thân vương, do say rượu đã lâm hạnh cung nữ xấu xí Lý thị, chuyện này đến tai Khang Hi do Bát A ca Dận Tự bẩm báo, khiến Ung Chính suýt nữa bị trừng phạt. Do đó Ung Chính rất không thích Tứ A ca, luôn để trong Viên Minh viên nuôi dưỡng. Từ nhỏ tự ti vì xuất thân, sau được Ung Chính ban chỉ, nhận Hi Quý phi Nữu Hỗ Lộc Chân Hoàn làm mẹ ruột. Tài trí thông minh, nhưng luôn biết phấn đấu và ẩn mình, không lộ rõ tâm cơ. Cùng với Chân Hoàn lên mưu kế hạ bệ Tam ca Hoằng Thời, từ đó khiến Hoàng hậu không còn căn cơ nương tựa. Ghi chú: chi tiết mẹ ruột và mẹ nuôi hoàn toàn là hư cấu. Đây dựa vào một đoạn kịch tương đối phổ biến về Càn Long, mẹ là một cung nữ được Ung Chính sủng hạnh ở Nhiệt Hà hành cung. Đạo diễn và biên kịch khi chuyển thể phim, cảm thấy câu chuyện phù hợp để đưa vào cốt truyện nên sử dụng. | Chính Chương Đế Dư Nhuận                                                       |
| Viên Nghệ 袁藝                      | Phú Sát thị (富察氏)                                         | | Bảo Thân vương Đích phúc tấn (寶親王福晉) → Hoàng hậu (皇后) Con gái của Sát Cáp Nhĩ Tổng quản, được Chân Hoàn chọn làm Đích phúc tấn cho Hoằng Lịch. Sau khi Hoằng Lịch đăng cơ thì lập làm Hoàng hậu. |                                                                                |
| Trương Nghiên 張妍                  | Ô Lạp Na Lạp Thanh Anh (烏拉那拉•青樱)                       | | Bảo Thân vương Trắc phúc tấn (寶親王側福晉) → Nhàn phi (嫻妃) Biểu chất nữ của Hoàng hậu Ô Lạp Na Lạp Nghi Tu, được tuyển làm Phúc tấn cho Tam A ca Hoằng Thời, không chịu làm Thị tỳ cho Tam A ca nên bị Hoàng hậu đưa qua làm Trắc phúc tấn cho Tứ A ca Hoằng Lịch. Sau khi Hoằng Lịch đăng cơ thì phong làm Nhàn phi. Ghi chú: trong lịch sử, Kế Hoàng hậu Na Lạp thị của Càn Long không có liên quan gì đến Hoàng hậu Na Lạp thị của Ung Chính. Biên kịch dựa vào nguyên tác, lúc này Hoàng hậu Chu Nghi Tu muốn cháu gái là Chu Thiến Uy (朱茜葳) cưới Hoàng trưởng tử Tề vương Dư Ly. | Chu Thiến Uy                                                                   |
|                                     | Ngũ a ca (五阿哥)                                            | | Ngũ A ca (五阿哥) Con trai thứ 3 thành niên của Ung Chính, thứ tự là thứ 5 trong 6 người. Không được xuất hiện trong phim, chỉ thỉnh thoảng nhắc đến các Hoàng tử thì liệt kê. Ghi chú: trong nguyên tác tiểu thuyết không có nhân vật nào tương đương nên phim né tránh đề cập. |                                                                                |
| Đoạn Thiếu Nam 段少男               | Ái Tân Giác La Hoằng Chiêm (愛新覺羅·弘曕)                   | Vĩnh Thọ cung (永壽宮)                                                                                             | Lục A ca (六阿哥) Con trai duy nhất của Hi Quý phi Chân Hoàn, thứ tự là út trong 6 người. Cùng với Linh Tê Công chúa được gọi là long phụng thai, tức thai song sinh nam nữ. Thực chất là con trai của Quả Thân vương Doãn Lễ. Ghi chú: trong lịch sử Lục A ca Hoằng Chiêm là do Khiêm phi Lưu thị sinh ra. | Triệu vương Dư Hàm                                                             |
| Đinh Tiểu Mỹ 丁小美                 | Linh Tê Công chúa (靈犀公主)                                 | Vĩnh Thọ cung (永壽宮)                                                                                             | Em gái song sinh của Hoằng Chiêm. Nhân vật hư cấu vì Ung Chính chỉ có một con gái đến tuổi trưởng thành là Hoà Thạc Hoài Khác Công chúa do Tề phi sinh ra. Ghi chú: theo nguyên tác tiểu thuyết thì Linh Tê được gọi là "Đế cơ", là con gái thứ 5 của Huyền Lăng. | Linh Tê Đế cơ                                                                  |
| Kỷ Tư Hàm 紀姿含                    | Ôn Nghi Công chúa (溫宜公主)                                 | Cảnh Dương cung (景陽宮) Diên Khánh điện (延慶殿)                                                                  | Con gái của Tương tần Tào Cầm Mạc, lúc đầu bị Hoa phi lợi dụng để tranh sủng, điều này dẫn đến việc Tào Cầm Mặc bất mãn rồi phản bội và cấu kết với Chân Hoàn tố cáo tội trạng của Hoa phi. Sau khi Tào Cầm Mặc qua đời, được Đoan phi nuôi dưỡng. | Ôn Nghi Đế cơ                                                                  |
| Tông Linh 宗靈                      | Lung Nguyệt Công chúa (朧月公主)                             | Hàm Phúc cung (咸福宮)                                                                                             | Con gái lớn của Chân Hoàn và Ung Chính. Sau khi sinh Lung Nguyệt thì Chân Hoàn liền xuất cung tu hành, luôn được nuôi dưỡng bởi Kính Quý phi. Thông minh linh lợi, là Công chúa được Ung Chính yêu thích nhất. Ghi chú: theo nguyên tác tiểu thuyết thì Lung Nguyệt được gọi là "Đế cơ", là con gái thứ 3 của Huyền Lăng. Tên của Đế cơ trong tiểu thuyết là Quán Quán (綰綰), đồng âm với tiểu tự của Thuần Nguyên Hoàng hậu. | Lung Nguyệt Đế cơ                                                              |
|                                     | Tĩnh Hòa Công chúa (靜和公主)                                | Vĩnh Thọ cung (永壽宮)                                                                                             | Con gái của Thẩm Mi Trang và Ôn Thực Sơ. Ghi chú: theo nguyên tác tiểu thuyết thì là Hoàng tử Dư Nhuận, sau do Hoàng quý phi Chân Huyên đưa lên ngôi, tức Chính Chương Đế. | Chính Chương Đế Dư Nhuận                                                       |
|                                     | Nguyên Triệt (元澈)                                          | Quả Quận vương phủ (果郡王府)                                                                                      | Con trai của Doãn Lễ và Mạnh Tĩnh Nhàn. Sau đưa qua làm con thừa tự của Thận Quận vương Doãn Hi. Ghi chú: trong lịch sử thì con của Quả Nghị Thân vương Doãn Lễ và Mạnh thị chỉ mới vừa sinh ra đã chết non, cũng không có tên. Thận Tĩnh Quận vương Doãn Hi có con trai nhưng toàn chết yểu. Về sau khi Doãn Hi qua đời không có con, Càn Long Đế đích thân đem Lục A ca Vĩnh Dung qua làm cháu nội thừa tự. | Dư Triệt                                                                       |

### Tuyến nhân vật khác
| Diễn viên               | Nhân vật                            | Giới thiệu | Nguyên tác nhân vật                |
| Trương Hiểu Long 張曉龍 | Ôn Thực Sơ (溫實初)                 | Thái y của Thái y viện. Quen biết Chân Hoàn từ nhỏ, luôn một lòng tương ái nhưng Chân Hoàn hết lần này đến lần khác cự tuyệt. Sau một đêm giao hoan với Thẩm Mi Trang liền khiến Mi Trang có thai. Trong vụ án Qua Nhĩ Giai Văn Uyên tố giác, Ôn Thực Sơ quyết định tự hoạn. | Ôn Thực Sơ                         |
| Tôn Thiến 孫茜          | Thôi Cận Tịch (崔槿汐)              | Chưởng sự Cung nữ của Vĩnh Thọ cung. Một cung nữ hầu cận Chân Hoàn, từng hầu hạ Thuần Nguyên Hoàng hậu và các Thái phi, sau được điều đến Túy Ngọc hiên phục vụ các Tiểu chủ mới. Nhiều năm kinh nghiệm lại trầm ổn, rất được Chân Hoàn tin tưởng, cùng theo Chân Hoàn xuất cung đến Cam Lộ tự rồi lại hồi cung. Có giao hảo với Tô Bồi Thịnh - Thái giám bên cạnh Ung Chính, điều này khiến Hoàng hậu lợi dụng mà đem bỏ hai người vào Thận Hình ty, sau do Chân Hoàn cùng Đoan phi can thiệp mà được thả ra. | Thôi Cận Tịch                      |
| Dương Khải Thuần 楊凱淳 | Tiễn Thu (剪秋)                     | Chưởng sự Cung nữ của Cảnh Nhân cung. Thị nữ tâm phúc của Hoàng hậu, biết rất nhiều chuyện của Hoàng hậu từng làm, bao gồm hại chết Thuần Nguyên Hoàng hậu. Vì thất bại trong việc mưu hại Chân Hoàn và Hoằng Chiêm mà bị lôi đến Thận Hình ty tra khảo, tạo đà cho Chân Hoàn đưa manh mối chân tướng cái chết của Thuần Nguyên Hoàng hậu lên cho Ung Chính. | Tiễn Thu, Vinh tần Vinh Xích Thược |
| Chiến Tinh Nhất 戰菁一  | Lưu Châu (流朱)                     | Cung nữ của Chân Hoàn. Một người hoạt bát lanh lợi, cùng với Hoán Bích lớn lên bên cạnh Chân Hoàn, rất được Chân Hoàn tin tưởng. Vì muốn gọi thái y đến chẩn bệnh cho Chân Hoàn nên tự mình lao vào lưỡi gươm của thị vệ và qua đời. | Lưu Chu                            |
| Lý Oanh Nhã 李莺雅      | Hồi Xuân (繪春)                     | Cung nữ của Hoàng hậu. Một cung nữ tương đối có thâm niên phục vụ cho Hoàng hậu. Trong sự kiện Kỳ Quý nhân tố giác Chân Hoàn và Ôn Thực Sơ tư thông, đứng ra gánh tội sự cố phèn chua trong chén nước thử máu nghiệm thân, nên bị Ung Chính đày đi Thận Hình ty. | Hồi Xuân, Nhiễm Đông               |
| Lý Thiên Trụ 李天柱     | Tô Bồi Thịnh (蘇培盛)               | Tổng quản Thái giám của Dưỡng Tâm điện. Thái giám bên cạnh Ung Chính, giỏi đoán đón thánh ý nên rất được tin tưởng. Sau vài nhân duyên trở thành một đồng minh ẩn giấu của Chân Hoàn, có vai trò không nhỏ khiến Chân Hoàn đổi tình thế trong những lúc gian nan. Để ý đến Thôi Cận Tịch, Thị nữ bên cạnh Chân Hoàn. Sau khi Chân Hoàn sinh ra Hoằng Chiêm và Linh Tê, cả hai được Ung Chính ban hôn. | Lý Trường                          |
| La Khang 羅康           | Tiểu Doãn Tử (小允子)               | Quản lĩnh Thái giám của Vĩnh Thọ cung. Ban đầu là một tiểu Thái giám tính tình nhút nhát, ban đầu được phục vụ ở Túy Ngọc hiên, thân cô thế cô mà bị các Thái giám bắt nạt. Trong một đêm được Chân Hoàn quan tâm an ủi mà quyết chí tận trung với Chân Hoàn, dần trở nên mạnh mẽ, thực hiện mưu kế giúp Chân Hoàn. Khi Chân Hoàn hồi cung, được Ung Chính phái đến Vĩnh Thọ cung tiếp tục phục vụ. |                                    |
| Lưu Dương 劉洋          | Giang Phúc Hải (江福海)             | Quản lĩnh Thái giám của Cảnh Nhân cung. Thái giám tâm phúc của Hoàng hậu, khéo đưa đẩy giảo hoạt. Khi bị tra khảo chuyện Tiễn Thu hạ sát Chân Hoàn và Hoằng Chiêm, đã khai ra chân tướng cái chết của Thuần Nguyên Hoàng hậu. |                                    |
| Vương Nhất Minh 王一鳴  | Châu Ninh Hải (周寧海)              | Quản lĩnh Thái giám của Dực Khôn cung. Là tâm phúc của Niên Thế Lan, tàn nhẫn độc ác, hung thủ đẩy Thuần Quý nhân chết đuối. Sau bị đưa vào Thận Hình ty tra khảo chuyện của chủ nhân thông đồng với người nhà. |                                    |
| Đỗ Tương 杜相           | Hoàng Quy Toàn (黃規全)             | Tổng quản Thái giám của Nội vụ phủ. Một người họ xa của Niên Thế Lan, tính tình xảo quyệt, chuyên dựa vào thế lực của Niên Thế Lan mà gây khó dễ cho Chân Hoàn. Về sau bị Chân Hoàn tính kế trừ khử. |                                    |
| Trương Chí Vĩ 張志偉    | Khương Trung Mẫn (姜忠敏)           | Tổng quản Thái giám của Nội vụ phủ. Trước là Phó Tổng quản, sau khi Hoàng Quy Toàn bị bãi chức thì được đưa lên thay thế. Vào lúc Chân Hoàn phong Phi, vì đưa đến bộ quần áo cũ của Thuần Nguyên Hoàng hậu mà bị liên lụy, Ung Chính ban lệnh đánh chết. |                                    |
| Thẩm Bảo Bình 沈保平    | Chân Viễn Đạo (甄遠道)              | Thân phụ của Chân Hoàn, Hoán Bích và Ngọc Nhiêu. Nguyên làm quan đến chức Thiếu khanh của Đại lý tự. Cùng với Qua Nhĩ Giai Ngạc Mẫn chống Niên Canh Nghiêu, sau bị Ngạc Mẫn tố cáo thông đồng Đôn Thân vương nên bị đày đến Ninh Cổ Tháp. Sau khi Chân Hoàn hồi cung, Ung Chính ban cho chức Điển nghi hàm Tứ phẩm để an hưởng tuổi già. | Chân Viễn Đạo                      |
| Mã Duy Phúc 馬維福      | Qua Nhĩ Giai Ngạc Mẫn (瓜爾佳•鄂敏) | Thân phụ của Kỳ Quý nhân Qua Nhĩ Giai Văn Uyên. Xuất thân gia đình Mãn Châu kỳ có thâm niên, cùng Chân Viễn Đạo lật đổ Niên Canh Nghiêu và Đôn Thân vương nhưng được gia thưởng thấp hơn một bậc, vì vậy có ý bất mãn với Chân gia. Về sau liên kết với Hoàng hậu thông qua con gái, lật đổ được Chân gia, cuối cùng bị Chân Hoàn lập mưu vạch tội, cả nhà bị xử tội. | Cha và anh em Quản thị gia tộc     |
| Tôn Ninh 孫甯           | Niên Canh Nghiêu (年羹堯)           | Phủ Viễn Đại tướng quân, Nhất đẳng Công. Xuất thân Hán Quân kỳ Niên thị đại gia tộc, là một công thần hàng đầu triều Ung Chính. Là một trong hai người chủ chốt đưa Ung Chính lên ngôi bên cạnh Long Khoa Đa. Tính tình hống hách uy vũ, chiều chuộng em gái là Niên Thế Lan. Sau vì Ung Chính muốn diệt trừ thế lực họ Niên mà bị cách chức, giáng tội và ban chết. Ghi chú: trong lịch sử Niên Canh Nghiêu được dời lại xét xử do Ung Chính không nỡ để Đôn Túc Hoàng quý phi đau lòng. Niên Canh Nghiêu cuối cùng bị xử tử sau 1 tháng kể từ khi Đôn Túc Hoàng quý phi mất. | Cha và anh em nhà Mộ Dung          |
| Trương Nghị 張毅        | Long Khoa Đa (隆科多)               | Lại bộ Thượng thư, Nhất đẳng Công. Xuất thân Mãn Châu Thượng tam kỳ Đông Giai thị, em trai của Hiếu Ý Nhân Hoàng hậu - Hoàng hậu thứ 3 của Khang Hi Đế. Có hẹn ước với Thái hậu khi còn trẻ, nhưng lừa Thái hậu nhập cung hầu hạ Khang Hi nhằm trợ giúp cho Hiếu Ý Nhân Hoàng hậu. Sau khi xử Niên Canh Nghiêu, Ung Chính định xử tiếp Long Khoa Đa, Thái hậu bèn tự tay giết chết. Ghi chú: Long Khoa Đa xuất thân hiển hách, ông và cha đều là người có công và còn là ngoại thích triều Khang Hi. Hiếu Cung Nhân Hoàng hậu Ô Nhã thị xuất thân Chính Hoàng kỳ Bao y, gia tộc không mấy hiển hách, nên hai người khó có khả năng qua lại yêu đương từ trẻ. Chi tiết trên phim là để có đất diễn trong nguyên tác, vì Thái hậu trong truyện tư tình với Nhiếp chính vương (không rõ tên), sau lừa giết Nhiếp chính vương để con trai Huyền Lăng thân chính. | Nhiếp chính vương Đại Chu          |
| Vương Bưu 王彪          | Trương Đình Ngọc (张廷玉)           | Lễ bộ Thượng thư, Bảo Hòa điện Đại học sĩ Xuất thân người Hán không thuộc Bát Kỳ, là lão thần triều Khang Hi. Trí thức phi phàm, tham vấn cho Ung Chính rất nhiều vấn đề, trong đó có cả sự việc trong hậu cung. Một người coi trọng tôn ti xuất thân điển hình, khi Ung Chính muốn lập Hoằng Chiêm làm Thái tử thì Trương Đình Ngọc đứng ra ngăn cản vì xuất thân của Chân Hoàn không phù hợp. |                                    |

## Đánh giá

### Tích cực
Không quy tụ dàn diễn viên ngôi sao danh giá, "Chân Hoàn truyện" gặt hái thành công nhờ sở hữu dàn diễn viên thực lực và có phong cách riêng.
Nhân vật chính Chân Hoàn được Tôn Lệ biến hóa rất linh hoạt, nhất là Tôn Lệ đã đánh dấu rất ấn tượng từng chặng đường tính cách, nhận thức và quá trình thay đổi của nhân vật Chân Hoàn, Tôn Lệ đã để lại vai diễn mang đậm dấu ấn trong sự nghiệp của bản thân. Nhân vật Ung Chính được Trần Kiến Bân thể hiện bằng sự lạnh lùng tàn nhẫn, tuy được so sánh với rất nhiều Ung Chính do các diễn viên khác thủ vai nhưng Trần Kiến Bân vẫn để lại hình ảnh một Hoàng đế lạnh lùng và tàn nhẫn rất riêng biệt. Nói về vai Hoàng hậu của Thái Thiếu Phân, Thái Thiếu Phân là một "đàn chị" trong việc thể hiện phong cách mẫu nghi thiên hạ của Hoàng hậu, tuy nhiên, lời thoại đôi khi không khớp với khẩu hình nhân vật vì Thái Thiếu Phân vốn là diễn viên Hồng Kông nổi tiếng và bộ phim sử dụng Tiếng Trung Quốc phổ thông. Những vai diễn khác cũng rất ấn tượng, tuy chỉ là vai phụ nhưng các nhân vật đều được thể hiện với tính cách riêng, dấu ấn riêng đặc trưng cho từng nhân vật, trong đó không thể không nhắc đến diễn viên gạo cội Lưu Tuyết Hoa trong vai Thái hậu.
Bên cạnh đó, bộ phim được quay chủ yếu tại Phim trường Hoành Điếm. Phục trang và dựng cảnh cũng là một trong những thế mạnh đáng chú ý của bộ phim, trang phục dành cho các vị Hậu phi trong Thanh cung rất tinh xảo và sinh động, đẹp mắt, các trang sức, mũ cát phục, Hoàng phục và Cát phục hoàng gia đến Hộ giáp, giày đều được đầu tư rất kĩ từng chi tiết, tất cả đều phù hợp với thẩm mỹ của khán giả. Đạo diễn, các diễn viên cùng ê kíp đoàn phim đã tham khảo và học hỏi các nhà sử gia rất kĩ lưỡng để bộ phim trông thực và hợp lý, từ văn nghệ, tuồng kịch, trang sức, cống phẩm,.. được bày biện trong bảo tàng. Sự ảnh hưởng của bộ phim đã khiến hiện tượng quan tâm văn hóa triều Thanh trở nên mạnh mẽ, các sức phẩm, địa vị hậu cung cùng xưng hô trong phim được đông đảo cư dân mạng ưa thích và có hành động nhái lại.
Bộ phim đã được phát lại nhiều lần ở nhiều đài truyền hình địa phương tại Trung Quốc Đại lục. Sau thành công ở nội địa, phim tiếp tục gây cơn sốt ở Đài Loan, Nhật Bản và Hàn Quốc tạo nên cơn sốt cắt mắt hai mí giống đôi mắt của diễn viên Tôn Lệ vai Chân Hoàn, số ca cắt mắt tăng 30% so với cùng kỳ. Ngoài ra, phim còn được biên tập từ 76 tập rút thành 6 tập, mỗi tập 90 phút và có thêm một số cảnh bổ sung để phát sóng ở Mỹ. Khi công chiếu ở Mỹ, vì bị rút ngắn và khác biệt văn hoá (đơn cử như chế độ đa thê), phim bị đánh giá là quá dài, quá nhiều tâm lý, lời thoại phức tạp dẫn đến khó nắm bắt được sự thưởng thức của khán giả phương Tây. Bộ phim cũng đã được trình chiếu lần đầu tiên tại Việt Nam trên kênh THVL1 từ 23 tháng 6 năm 2013 với nhan đề "Sóng gió hậu cung". Năm 2015, Truyền hình Hà Nội chiếu lại bộ phim với tên "Chuyện hậu cung". Đến năm 2020, kênh HTV3 mua bản quyền và phát sóng phim lúc 21 giờ từ thứ 2 đến thứ 6 bắt đầu từ ngày 11 tháng 6.

### Chỉ trích
Tuy rất thành công, "Chân Hoàn truyện" cũng có những hạn chế, đặc biệt là tính chất lịch sử và chuẩn xác của bối cảnh phim.
Gặp vấn đề tiên quyết chính là ngoại hình của nam chính. Trong tiểu thuyết nguyên tác, hình ảnh "Hoàng thượng" được miêu tả với vẻ ngoài trẻ trung hơn rất nhiều so với nam diễn viên Trần Kiến Bân. Theo đạo diễn, thì đây là ý đồ riêng của ông:「"Tôi muốn quay một bộ cổ trang mang ý phê phán. Bởi mấy bộ cổ trang gần đây của chúng ta quá nửa là ca tụng, phần lớn là tâng bốc. Bao gồm một số hoàng thượng vừa trẻ, vừa đẹp, vừa chung tình. [...] tôi thấy thực tế tạo vấn đề rất lớn. Có một số cô gái muốn theo tiểu thuyết đâm đầu xuống giếng để xuyên về quá khứ. Kết cục là bị chết chìm"」. Vì vậy, ông muốn tạo ra một bộ phim chân thực nhất, trần trụi nhất và gần gũi với thực tế lịch sử nhất.
Bên cạnh đó là vấn đề bối cảnh nhà Thanh mà phim xây dựng. Đạo diễn Trịnh Hiểu Long rất tự tin về lễ nghi trong bộ phim, bởi vì công đoạn lễ nghi này đã được cố vấn bởi Trương Hiểu Long - giảng viên tại học viện hí kịch Trung Ương và có học Thanh cung lễ nghi từ em trai Nhuận Kỳ của Hoàng hậu Uyển Dung. Thế nhưng những gì trong phim thể hiện đều không được như vậy, học giả chuyên về Thanh cung là Quất Huyền Nhã (橘玄雅) vào ngày 4 tháng 5 năm 2012 đã lên bài về chất lượng bối cảnh cũng như thông tin lịch sử của bộ phim, đó là bài Chân Hoại truyện (真坏传). Những hạn chế của phim theo Quất Huyền Nhã là:
- Trang phục sai thời và sai cách phối: những trang phục mà phim thể hiện đều là từ Thanh mạt Dân sơ mới bắt đầu thịnh hành, trong khi triều Ung Chính cùng hai triều Khang Hi và Càn Long trước sau đều nhất trí ưa chuộng thanh nhã. Đến với bộ phim, vì thể hiện tính "hoàng gia" mà ê kíp lại dùng xa hoa diễm lệ làm chủ, xét về tính chất thực tế thì không chính xác. Bên cạnh đó, ê kíp phục trang của bộ phim cũng mắc lỗi về trang phục như không phân biệt Triều phục và Thường phục khác nhau ra sao, Cát phục lại thế nào mà có xu hướng trộn vào với nhau.
- Hậu cung có vai trò quá lớn: Chân Hoàn truyện lấy chủ đề nữ chủ trong hậu cung nên có khuếch trương vai trò Hậu phi hơn rất nhiều so với lịch sử. Trong thực tế, Hậu phi trong hậu cung nhà Thanh đều không có quyền hạn thực quyền nào về xử lý nội sự, vai trò của họ là ở hình thức, lễ nghi, chu kì lễ giáo mang nặng tính hình tượng, còn những vấn đề điều hành đều do các quan viên cấp cao của Nội vụ phủ quản lý. Thuận tiện đề cập, bộ phim cũng thể hiện sai trầm trọng khi để Thái giám làm chủ Nội vụ phủ, vì thực tế Nội vụ phủ nhà Thanh là do quan viên bình thường thuộc giai tầng Bao y quản lý, đều có các Đại thần kiêm nhiệm chức Tổng quản, hoàn toàn không phải các Thái giám quản lý như bộ phim xây dựng.
- Sai trái về chế độ Bát Kỳ: bộ phim đem khái niệm Bát Kỳ thành một thước đo thân phận, như Thượng tam kỳ cao hơn Hạ ngũ kỳ, hay Mông Cổ Bát kỳ cùng Mãn Châu Bát kỳ bị gọi thành Mông quân kỳ cùng Mãn quân kỳ vì bắt chước Hán Quân Bát kỳ,.v.v.. Tất cả đều không chính xác.

Tác giả cũng chỉ ra nếu những vấn đề này chỉ là "lỗi sạn của phim" không đáng bận tâm, nhưng rất nhiều người xem lại lấy những gì phim thể hiện mà làm thước đo chuẩn xác chỉ vì có cố vấn lịch sử phát biểu "Cố làm sát lịch sử". Mà bộ phim vốn dĩ chuyển thể từ tiểu thuyết hư cấu, rất nhiều cách xây dựng về nhân sinh quan, cách nhìn nhận bối cảnh hoàn toàn không khớp với lịch sử nhà Thanh thời Ung Chính khi ấy, dẫn đến khán giả đem chi tiết hư cấu phim thành lịch sử.

## Nhạc phim
Phim có sử dụng các ca khúc:
- Kiếp hồng nhan (紅顏劫) - Diêu Bối Na thể hiện.
- Phượng hoàng vu phi (鳳凰于飛) - Lưu Hoan (劉歡) thể hiện.
- Bồ tát man (菩薩蠻) - Diêu Bối Na và Lưu Hoan thể hiện.
- Kinh hồng vũ (驚鴻舞) - Diêu Bối Na thể hiện.
- Thái liên (採蓮) - Diêu Bối Na thể hiện.
- Kim lâu y (金縷衣) - Diêu Bối Na thể hiện.

Trong đó, ca khúc chủ đề mở màn là "Kiếp hồng nhan" có chung giai điệu và khác lời với ca khác "Bồ tát man", ca khúc "Bồ tát man" được sử dụng làm nhạc nền của một số cảnh trong bộ phim và phổ nhạc từ bài thơ của nhà thơ Ôn Đình Quân.
Và nhiều bản nhạc không lời, đều do Lưu Hoan sáng tác:
- Quân lâm thiên hạ (君臨天下)
- Trường y cô chẩm (長夜孤枕)
- Hà biên khuynh tố (河邊傾訴)
- Thiếp tùy quân khứ (妾隨君去)
- Tú nữ nhập cung (秀女入宮)
- Phong tuyết sơn lâm (風雪山林)
- Nữ nhi lụy liên (女兒淚漣)
- Tâm tâm tương y (心心相依)

Khúc nhạc "Tâm tâm tương y" chính là phần nhạc của bài "Phượng hoàng vu phi", còn "Quân lâm thiên hạ" và "Tú nữ nhập cung" có giai điệu gần giống nhau.